# Boleslao I di Boemia
Boleslao I di Boemia, detto il Crudele, in ceco Boleslav I. Ukrutný (915 circa – 15 luglio 967 o 972), fu duca di Boemia dal 929 (o 935) fino alla sua morte.
Quinto sovrano boemo della famiglia dei Přemyslidi, nacque probabilmente nel 915 da Vratislao I e da Drahomira di Stodor. Suo predecessore fu il fratello maggiore san Venceslao, durante il cui regno fondò Stara Boleslav, oggi un quartiere della zona orientale di Praga. Il 28 settembre del 929, o forse del 935, Boleslao uccise il fratello Venceslao e gli subentrò nel ruolo di duca.
Poco dopo essere salito al trono, entrò in lotta con Ottone I di Sassonia, imperatore dei Romani, poiché si rifiutò di rendergli omaggio, a differenza di come in passato aveva fatto il fratello. Ciò innescò una lunga guerra durata quattordici anni (936-950), che lo vide alla fine soccombente e costretto ad accettare la supremazia dell'impero. Divenuto alleato di Ottone, fornì sostegno militare ai sassoni nella vittoriosa battaglia di Lechfeld combattuta contro gli Ungari. Nel 965, concesse in sposa la figlia Dubrawka al duca polacco Miecislao I, la quale probabilmente convinse quest'ultimo a convertirsi alla fede cristiana.
In campo militare riuscì a conquistare la Slesia, la Moravia settentrionale e Cracovia, che si trovava lungo la rotta commerciale per Kiev. Boleslao contribuì in modo significativo alla crescita economica della Boemia, in quanto sotto di lui furono coniate le prime monete (denáry), malgrado la pratica del baratto rimase prevalente quanto meno fino alla sua morte. Fu inoltre costruita una fitta rete di fortezze di collina, che permise a Boleslao di governare l'intero Paese avvalendosi dell'ausilio di funzionari fidati preposti al controllo dei singoli presidi e alla riscossione delle tasse. Comprendendo il valore politico della Chiesa e la necessità di conferirle l'unità gerarchica, si prodigò nel tentativo di costituire a Praga un vescovado. A questo scopo, tra il 965 e il 967 inviò sua figlia Mlada a Roma da papa Giovanni XIII. Malgrado la costituzione del vescovado avvenne soltanto quando Boleslao era già deceduto, tra i risultati ottenuti rientrò l'approdo dell'ordine benedettino in Boemia.
Gli storici moderni considerano Boleslao uno dei più importanti sovrani přemyslidi, in quanto egli elevò in maniera sensibile il peso politico della Boemia. Si spense il 15 luglio 972 (o 967) e gli successe il figlio Boleslao II.

## Biografia

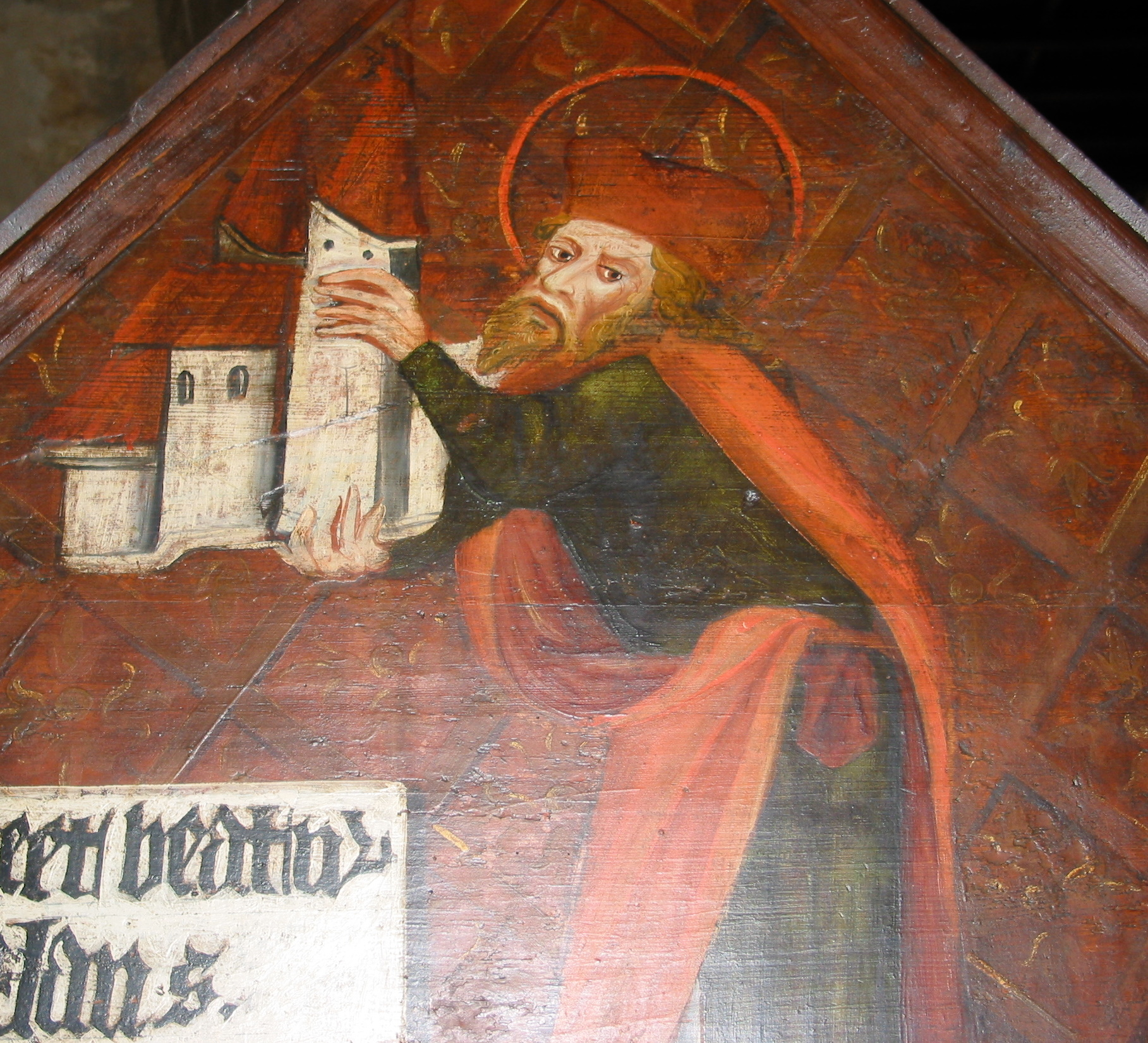
Il padre di Boleslao, Vratislao I su una tomba nel monastero di San Giorgio di Praga

### Gioventù (915-935)
Figlio del duca boemo Vratislao I e di sua moglie Drahomíra di Stodor, Boleslao nacque probabilmente nel 915, malgrado l'anno esatto rimanga oggetto di dibattito. Alcuni autori hanno affermato che Boleslao nacque tra il 912 e il 914, mentre altri hanno suggerito che Boleslao sia nato nel 908 o nel 912. Petr Charvát, invece, ha ipotizzato che Boleslao vide la luce intorno al 910. Secondo Michal Lutovsky, Boleslao nacque a Praga, nello stesso periodo durante il quale suo padre era diventato duca di Boemia. Tra i diversi fratelli che aveva, rientravano il maggiore, Venceslao, quello minore Spytihněv, probabilmente morto da bambino, e diverse sorelle, tra cui Přibyslava. La Vita et passio sancti Wenceslai et sanctae Ludmilae avae eius, solitamente abbreviata e conosciuta a livello storiografico come Legenda Christiani, afferma che Boleslao e Venceslao furono affidati alle cure della zia Ludmilla quando ancora bambini. Tale ricostruzione viene tuttavia ritenuta poco verosimile da Václav Novotný, il quale ha ricordato che l'opera venne scritta molti anni dopo gli eventi. Quando il padre morì nel 921, nominò come suo successore il figlio primogenito Venceslao. Le successive lotte per il trono di Praga, trascinatesi probabilmente fino al 925, non interessarono probabilmente Venceslao, poiché all'epoca era ancora un ragazzino.
Secondo Václav Novotný, dopo l'ascesa al trono di Venceslao, Boleslao divenne signore tributario dello Pšované, una regione il cui centro principale era Mělník. L'autore medievale Cosma Praghese sostiene che Boleslao fece costruire in quel periodo Stara Boleslav, oggi un quartiere orientale della città di Praga. Una simile informazione è stata considerata credibile da Václav Novotný. Al contrario, Michal Lutovský ha creduto che la fondazione fosse già in realtà avvenuta durante il regno del principe Spytihněv I e che Boleslao ne ricostruì soltanto il castello, fortificandolo con delle mura di pietra, come del resto conferma anche Cosma Praghese. Benché le ricerche archeologiche abbiano confermato la presenza di un bastione difensivo risalente al X secolo, occorre comunque segnalare che i muri di pietra in Boemia rappresentavano ancora un'eccezione per l'epoca. Michal Lutovský ha confermato la validità degli studi condotti dagli esperti, ma ha altresì ammesso che Cosma Praghese avrebbe a sua volta potuto compiere un'ipotesi e immaginare che la costruzione delle mura in pietra avvenne per volontà di Boleslao, mentre in realtà l'effettiva realizzazione delle stesse sarebbe avvenuta più tardi. A tale opinione si è accodato pure Petr Charvát.
(Cosma Praghese, Chronica Boëmorum)

### Fratricidio e ascesa al trono (935-936)

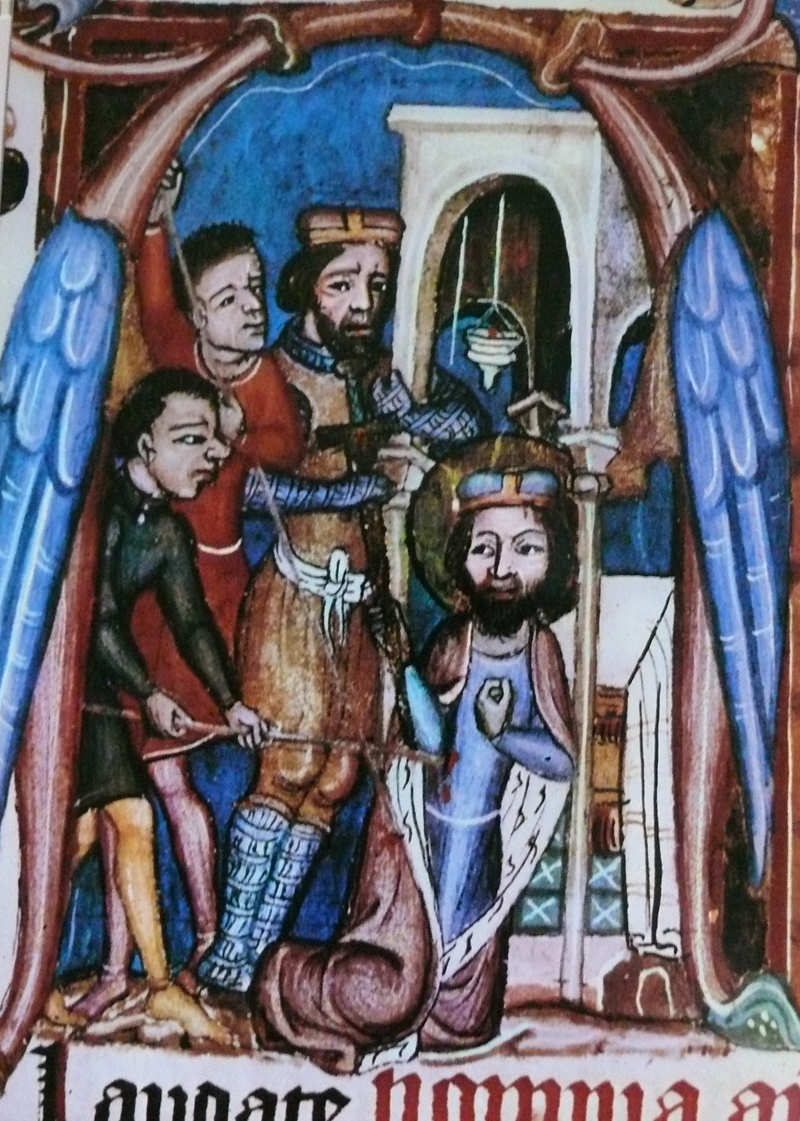
L'omicidio di san Venceslao nel Liber viaticus, un'opera del XIV secolo. Boleslao è ritratto in piedi con una corona principesca rossa, Venceslao si trova invece in ginocchio

Pare che Boleslao si fosse ribellato assieme a sua madre Drahomíra durante i primi anni di regno effettivo del fratello Venceslao, salvo poi riconciliarsi e cooperare con lui. Qualche tempo dopo, il 28 settembre di un anno non meglio precisato, Venceslao morì con il sicuro coinvolgimento nell'omicidio del fratello Boleslao. Il giorno prima del delitto, le fonti affermano che Venceslao si recò a Stara Boleslav, dove partecipò a una messa e a un banchetto. In quell'occasione, Boleslao si sarebbe incontrato con alcuni congiurati, accordandosi per uccidere Venceslao prima della messa del mattino. Di queste trame ne sarebbe stato al corrente e le avrebbe approvate il sacerdote di Boleslao, Krastěj, il quale avrebbe suonato la campana prima del consueto orario di inizio della messa. La Vita di San Venceslao, un testo alto-medievale della metà del X secolo, afferma che Venceslao ebbe un alterco verbale con il fratello mentre si recava a messa. Boleslao cercò dunque di attaccare Venceslao, ma quest'ultimo scagliò a terra il fratello. Di lì a poco sopraggiunse uno dei congiurati, che colpì Venceslao al braccio e lo spinse a correre cercando di rifugiarsi in chiesa, ma una volta raggiunte le porte egli non poté aprirla, probabilmente perché era stata chiusa a chiave, e i suoi aggressori lo picchiarono a morte per poi infine trafiggerlo con la sua stessa spada.
(Vita di San Venceslao)

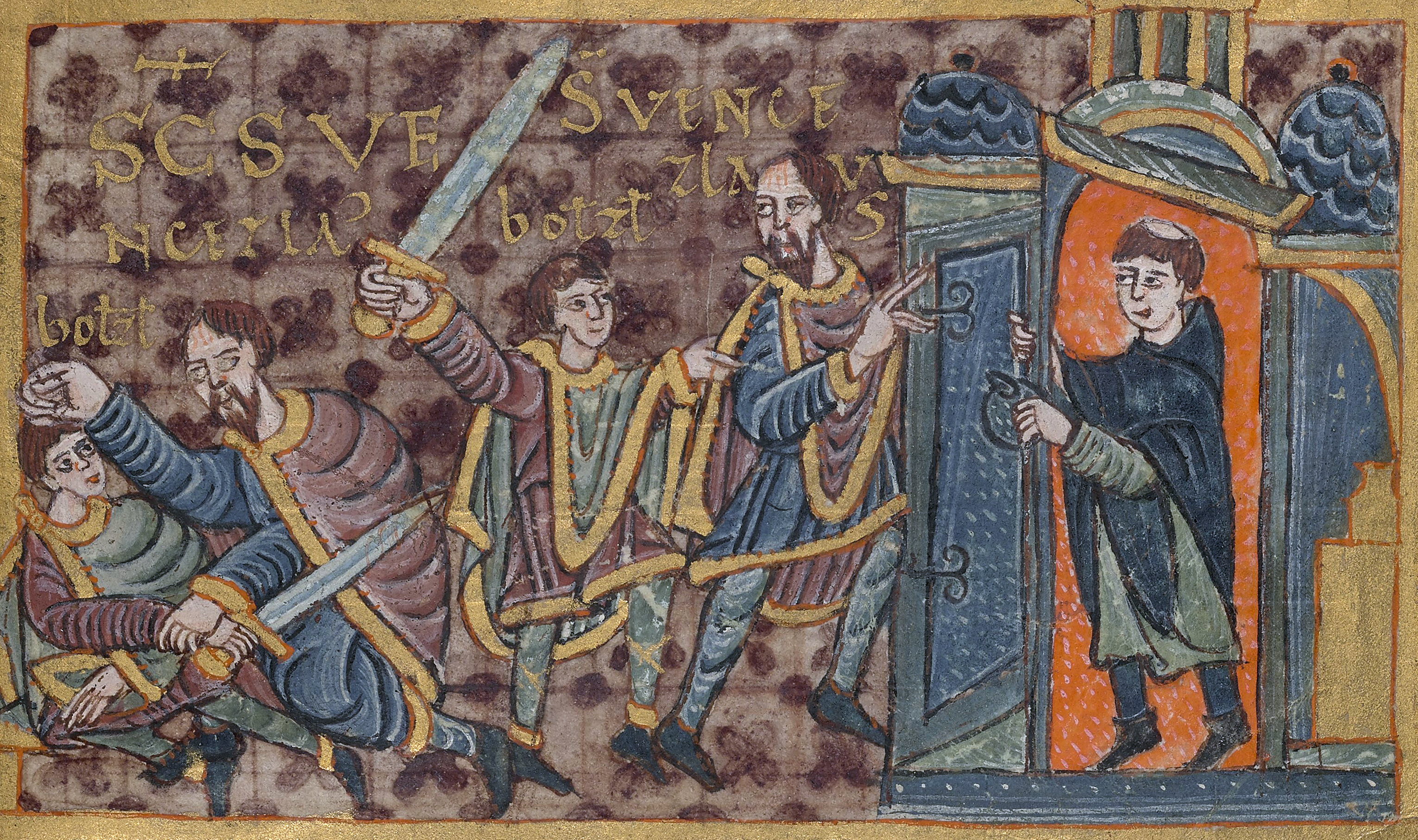
Miniatura che raffigura l'omicidio di Venceslao davanti alla chiesa tratta dalla Leggenda di Gumpold (X secolo)

L'incertezza sul movente è totale. In genere, si ritiene che fosse strettamente legato al differente atteggiamento che i fratelli intendevano assumere nei confronti del Sacro Romano Impero, benché invece per altri autori fu compiuto «sotto l'egida del re sassone di Germania». È stato poi immaginato che sussistesse un odio religioso covato da Boleslao verso Venceslao, in quanto il primo sarebbe rimasto ancora segretamente legato al paganesimo o aveva deciso di riabbracciarlo. A tal proposito, alcune fonti coeve specificano che questo rancore religioso fosse stato istigato da Drahomira, madre dei due giovani. Non si può nemmeno escludere la possibilità che il motivo dell'omicidio riguardasse non una disputa tra i fratelli, ma tra i nobili più influenti e il duca. Petr Charvát ha ritenuto che l'omicidio ebbe luogo durante un momento di ubriachezza cronica dei due fratelli; sull'assenza di premeditazione si è accodato Dušan Třeštík, il quale ha sostenuto che Boleslao fosse accusato ingiustamente. Venceslao si sarebbe rivolto a Boleslao in modo così altezzoso da spingere il fratello a sguainare la spada contro di lui senza pensarci due volte. Venceslao, sia pur senza l'intenzione di colpirlo, sarebbe riuscito a disarmare suo fratello, il quale, impaurito, avrebbe invocato aiuto e avrebbe spinto coloro che accorsero a credere che Venceslao fosse in quel momento accecato dall'ira. Questa congettura è stata sostenuta da Michal Lutovský, ma respinta da Vratislav Vaníček, in quanto le guardie di Venceslao sarebbero accorse in suo aiuto se lo avesse richiesto.
Anche l'anno in cui avvenne l'episodio rimane incerto, malgrado gli storici tendano a individuare due opzioni distinte, il 929 o il 935. Gli scritti dell'epoca riferiscono soltanto la data, non l'anno, ad eccezione della Legenda Christiani, che riporta come momento il 929. Vratislav Vaníček, tuttavia, ha ritenuto che l'autore dello scritto abbia ricavato l'anno sulla base del calendario. Il 929 è stato considerato l'anno maggiormente verosimile da Josef Pekař (a tale opinione si è poi uniformato Václav Novotný), il quale ha affermato che tale informazione fosse presente anche nella versione originale dell'opera, purtroppo non sopravvissuta e pervenutaci soltanto per mezzo di trasposizioni di epoca successiva. Tuttavia, gli storici moderni propendono più per il 935, seguendo la strada per la prima volta tracciata da František Palacký. Il lavoro più completo sulla morte di Venceslao nel 935 è stato elaborato da Dušan Třeštík, il quale ha innanzitutto focalizzato l'attenzione sulla cronaca di Vitichindo di Corvey. Quest'ultimo autore medievale afferma che, nel 929, Venceslao fu attaccato da Enrico I di Sassonia, e che Venceslao fu assassinato da Boleslao poco prima del 936. Vitichindo accenna anche alla consacrazione dell'abside di San Vito, che si suppone ebbe luogo nel 930. Sulla base di questi presupposti, pressoché tutti gli storici moderni hanno concordato sul fatto che l'assassinio di Venceslao si verificò nel 935.
(Vitichindo di Corvey)

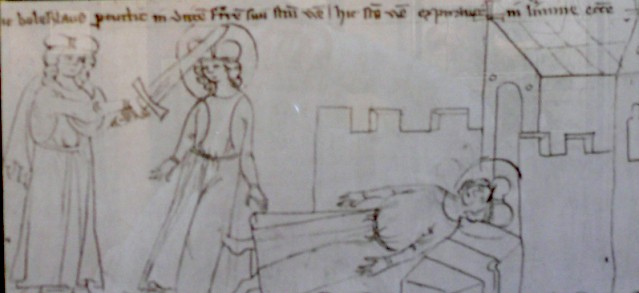
L'assassinio di Venceslao nella Velislai biblia picta, risalente alla prima metà del XIV secolo

Subito dopo l'omicidio, Boleslao si recò a Praga per insediarsi sul trono. La sua minaccia principale era rappresentata dall'alleato di Venceslao, il re Enrico I di Sassonia, e da altri principi che governavano nell'odierna Repubblica Ceca. La Legenda Christiani afferma che Boleslao e i suoi compagni uccisero o esiliarono i fedelissimi di Venceslao. Alcune fonti accennano anche dell'uccisione di bambini, ma si tratta di una descrizione sicuramente infondata. Vi sono inoltre dei riferimenti all'espulsione di sacerdoti compiuta da Venceslao. Michal Lutovsky ha totalmente rigettato questa ricostruzione, ritenendo che Boleslao potrebbe aver sicuramente allontanato qualcuno dalla Boemia, ma verosimilmente non dei religiosi. Poco dopo l'assassinio, Boleslao ascese ufficialmente al potere durante una messa solenne svoltasi nella chiesa di San Giorgio.
(Legenda Christiani)

### Guerra con i sassoni e primo quindicennio da duca (936-950)

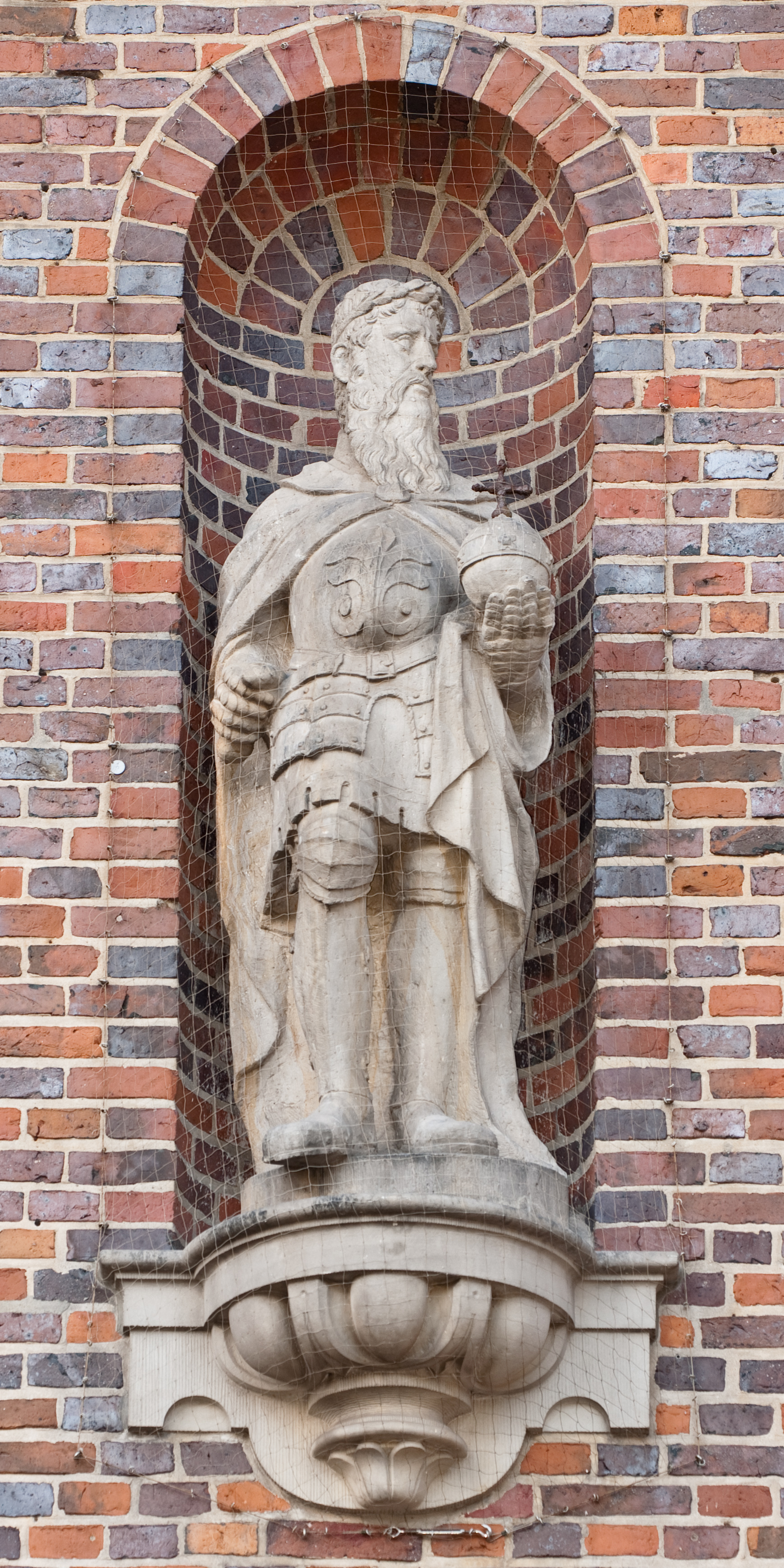
Statua di Ottone I di Sassonia presso il municipio di Amburgo, in Germania

Al momento della sua ascesa al potere, Boleslao poteva esercitare la sua autorità su una serie di deboli popoli vicini, specialmente a est, ancora organizzati in maniera tribale. La più significativa eccezione era rappresentata dal Sacro Romano Impero di Enrico di Sassonia, una potenza in grande ascesa e situata a Occidente rispetto ai suoi domini. Il genere di rapporti intrattenuti tra Boleslao ed Enrico rimane sconosciuto. Secondo Michal Lutovsky, è certo che Boleslao non gli prestò mai un qualche giuramento di fedeltà e forse nemmeno ne ebbe modo, poiché già nell'ottobre del 935 Enrico venne colpito da un ictus e morì poi il 2 luglio 936. Contro il nuovo sovrano, suo figlio Ottone I, si sollevarono immediatamente le tribù dei Liutici e degli Obodriti. Come attestato da Vitichindo, Boleslao approfittò di questa rivolta e attaccò un nobile nemico (vicinus subregulus) che si era alleato della Sassonia. Le aggressive politiche di Boleslao avevano spinto infatti molti signorotti locali a domandare protezione al Sacro Romano Impero in cambio di un rapporto di vassallaggio. Marie Bláhová ha sostenuto che tale aristocratico fosse però formalmente subordinato a Boleslao, ma che i suoi contatti con la Sassonia gli avessero permesso di preservare la sua indipendenza dal duca boemo. Vratislav Vanicek ha ipotizzato che il nobile fosse un sostenitore di Venceslao e che stesse fornendo asilo ai nemici di Boleslao. Ottone reagì immediatamente e, nel settembre del 936, inviò due gruppi distaccati di soldati contro Boleslao. Il primo, proveniente da Merseburgo e dall'Hassegau, era comandato da un certo Asico, mentre il secondo comprendeva combattenti provenienti dalla Turingia. Si trattava principalmente di criminali spediti a Merseburgo per prestare servizio militare e scontare così la propria pena. Dusan Třeštík è stato dell'opinione che l'esercito si riunì da qualche parte vicino a Misnia. Nel frattempo, Boleslao era venuto a conoscenza delle manovre militari e anche lui aveva frammentato le truppe a sua disposizione. Vitichindo sostiene che una parte dell'esercito fu inviata contro i Turingi, scacciati senza nemmeno combattere. Dušan Třeštík ha contestato questo resoconto, ricordando che il cronista medievale disprezzava gli abitanti di quella regione tedesca; è in realtà più probabile che essi vennero sconfitti. L'altro gruppo di uomini boemi non riuscì a prevalere su quello giunto da Merseburgo. Václav Novotný si è detto convinto del fatto che Boleslao si pose a capo di quel contingente. Malgrado il passo falso, i due contingenti dell'esercito ceco si incontrarono di nuovo e sconfissero assieme gli uomini di Merseburgo. Solo allora Boleslao si diresse verso la fortezza del nobile vicino, rasa poi al suolo.
(Vitichindo di Corvey)

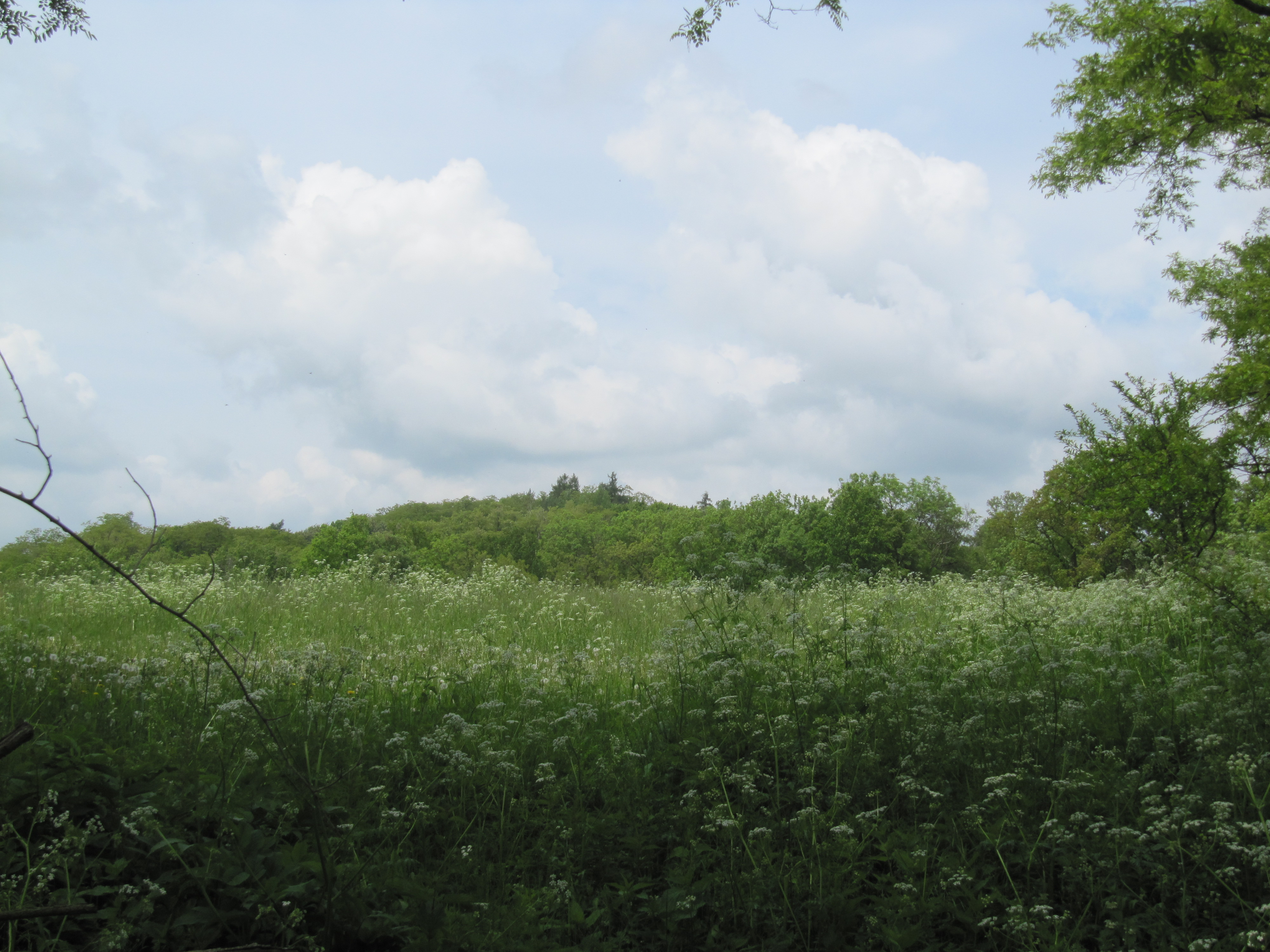
I resti della fortezza di San Giorgio, fondata da Boleslao come presidio e centro amministrativo nei pressi di Stara Kouřim

Dove si trovasse il possedimento rivale rimane sconosciuto. Gli storici hanno citato sovente il sito di Zabrušany o la fortezza di Chloumek, vicino a Mladá Boleslav. Michal Lutovský ha escluso che si trattasse di Zabrušany, poiché la fortezza era ancora occupata in epoca assai posteriore al 936. Vratislav Vaníček ha aggiunto che Zabrušany si trova lontano da Praga, motivo per cui Vitichindo non avrebbe potuto ritenere la località vicina della Boemia. Secondo alcuni studiosi, la fortezza di Chloumek appare troppo lontana dalla Sassonia. Probabilmente, doveva trattarsi di una fortezza localizzata nella Boemia nord-occidentale. Michal Lutovský, in un suo lavoro del 1998, ha affermato che Chloumek non poteva essere il castello di un nobile vicino. Tuttavia, in un suo scritto più recente del 2006, ha aperto a questa possibilità. Dušan Třeštík ha accennato alla teoria secondo cui la sconfitta del nobile potrebbe aver influenzato la leggenda della guerra tra Boemi e Lučany, una misteriosa tribù che avrebbe popolato la regione di Ústí nad Labem, lungo l'intero confine tra la Germania e la Repubblica Ceca.
L'episodio sopraccitato non fu un caso unico nel suo genere. Quando Boleslao era salito al potere, la Boemia consisteva in diversi domini indipendenti. Mentre suo fratello Venceslao si era accontentato di un rapporto di vassallaggio, Boleslao per prima cosa privò questa categoria di nobili della propria autorità, rase al suolo i loro castelli e costruì nuovi centri amministrativi nelle vicinanze, gettando le basi per la realizzazione di una sua rete di presidi in Boemia. L'archeologo Jiří Sláma ha affermato che questo processo ebbe luogo in concomitanza della guerra sassone, tra il 936 e il 950. Sia Dušan Třeštík, sia Michal Lutovský hanno concordato sul fatto che si trattò di una lodevole e avveniristica riforma per il ducato.

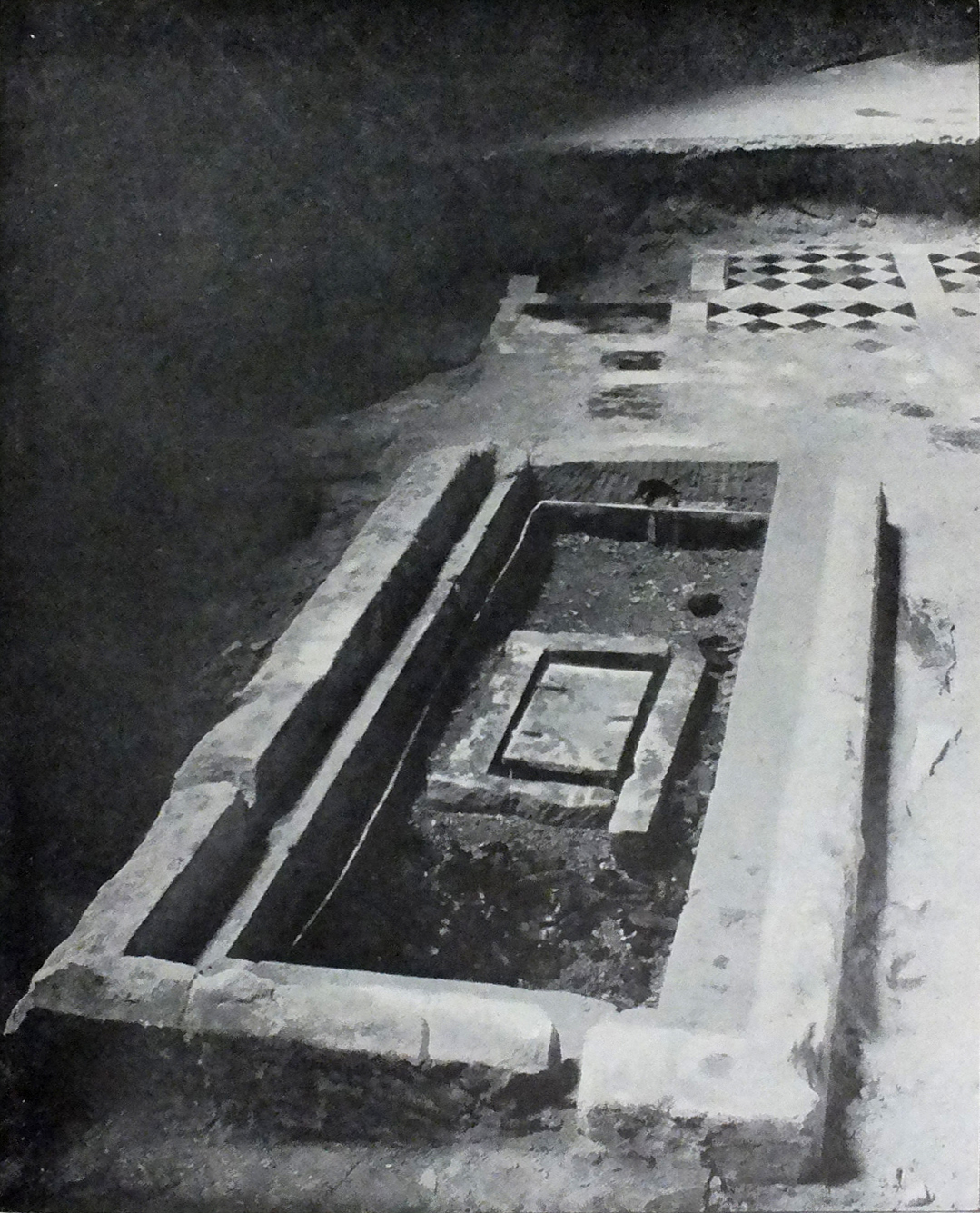
La tomba di san Venceslao, dove Boleslao lo fece seppellire

Tre anni dopo l'omicidio, probabilmente nel 938, Boleslao fece trasferire il corpo di Venceslao da Stara Boleslav all'abside di San Vito di Praga nelle ore notturne. Josef Pekař ha citato la possibilità che Boleslao temesse la resistenza della popolazione boema, la quale già all'epoca considerava Venceslao un eroe e poteva potenzialmente insorgere contro Boleslao, motivo per cui la traslazione delle spoglie ebbe luogo in gran segreto. Le opere medievali relative a san Venceslao forniscono svariate informazioni sul trasferimento delle spoglie. Vratislav Vaníček ha ipotizzato che, nella loro descrizione, gli autori si fossero ispirati molto a quanto avvenne a Emmerano di Ratisbona. Venceslao fu trasportato su un carro, mentre la Legenda Vavřincova riferisce di Boleslao intento a pentirsi sul corpo del defunto. La Legenda Christiani, infine, dichiara che l'omicidio fosse stato frutto di un disegno divino, funzionale a consacrare Boleslao come martire e perfetto sovrano e santo cristiano.
(Cosma Praghese, Chronica Boëmorum)
La vittoria di Boleslao diede inizio a una lunga guerra con la Sassonia, durata quattordici anni. È probabile che tale conflitto non si contraddistinse per scontri combattuti oltre una certa soglia, ma al massimo scaramucce su scala minore nelle terre di confine. Ottone, che fu contrastato efficacemente fino al 940, cominciò con il tempo ad avere il sopravvento, soprattutto dopo aver conquistato i dintorni della moderna Brandeburgo, da cui le operazioni di spostamento delle truppe venivano notevolmente agevolate. La situazione si agitò talvolta in maniera improvvisa, poiché Vitichindo afferma che nel 946 Ottone trattenne diversi ostaggi boemi.
Pare che Ottone e il suo esercito attaccarono un castello dove si trovava un figlio di Boleslao. Secondo Vitichindo, Ottone avrebbe dovuto interrompere il combattimento davanti al castello per evitare che il suo esercito si lasciasse andare a delle razzie. Una simile scelta avvenne probabilmente per evitare il rischio che si ripetesse la disfatta del 936, quando i sassoni vennero battuti in quanto distratti eccessivamente dai saccheggi. Boleslao cercò di aiutare il figlio, ma una volta riconosciuta la forza schiacciante dell'esercito, preferì sottomettersi a Ottone. Anche quest'ultimo decise di non combattere, poiché, come ha sostenuto Michael Lutovsky, Boleslao era al comando di un grande esercito e conveniva adottare prudenza in quel frangente. Il conflitto si concluse così con la vittoria di Ottone, che consolidò il suo potere in Boemia, mentre Boleslao dovette inoltre ritornare a pagare dei tributi alla Sassonia. Tietmaro di Merseburgo annota poi che Ottone affidò a suo fratello Enrico l'incarico di supervisionare la situazione della Boemia.
(Vitichindo di Corvey, Chronica Boemorum)
Non si sa esattamente quale castello Ottone avesse assediato. Un documento relativo all'abbazia di Sant'Emmerano risalente al 16 luglio 950 e redatto in Boemia menziona un certo "Castelnuovo" (in latino Niuunburg). Jiří Sláma ha suggerito che Castelnuovo potrebbe corrispondere a Nymburk. Tuttavia, ciò è stato smentito da Michal Lutovský, in quanto la fondazione di Nymburk avvenne molto più tardi. Ottone giunse in Boemia dalla Sassonia, intraprendendo una campagna simile a quella ordinata quattordici anni prima. Castelnuovo si trovava quindi probabilmente vicino ai Monti Metalliferi e poteva potenzialmente trattarsi di Žatec, di cui le prime tracce risalgono al X secolo. Rimane incerto chi fosse il figlio di Boleslao coinvolto in quell'occasione. Alcuni autori non hanno escluso l'ipotesi che si trattasse del successore di Boleslao, Boleslao II. Al contrario, Joanna Sobiesiak e Dušan Třeštík hanno ritenuto che si trattasse di un fratello sconosciuto di Boleslao II. Vengono sollevati dubbi anche sulla promessa di sottomissione feudale compiuta da Boleslao. Da una parte František Palacký l'ha rigettata, mentre Václav Novotný ha dichiarato che Boleslao divenne il genero di Ottone. La storiografia contemporanea si è accodata al primo autore, in quanto non vi è nessuna prova del fatto che Ottone e i suoi discendenti avessero interferito in qualche maniera nella politica interna della Boemia.

### Alleato di Ottone I (950-965)

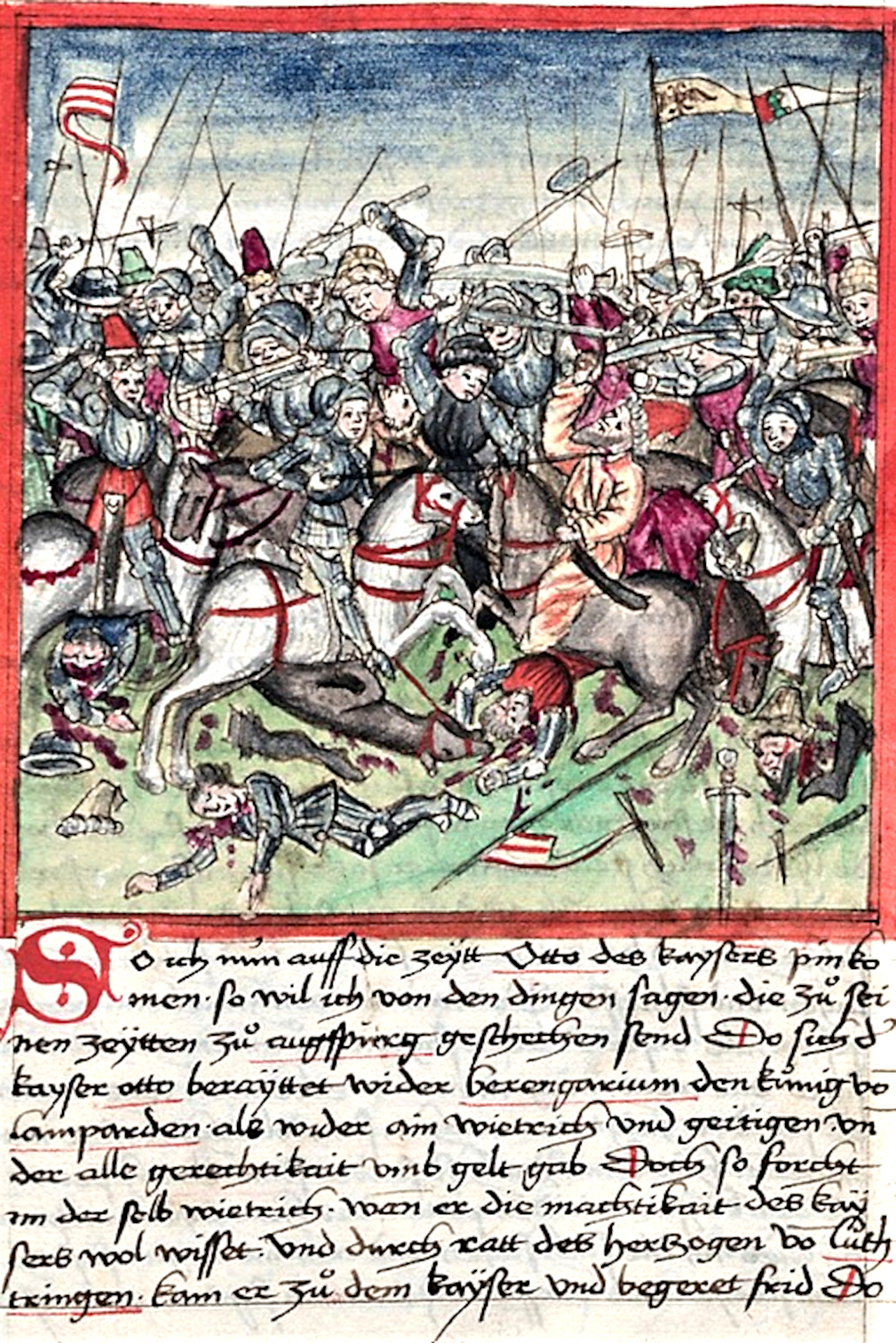
La battaglia di Lechfeld, combattuta tra tedeschi e ungari, vide anche la partecipazione dei boemi al fianco dei primi. Lo schieramento tedesco è riportato sulla destra

A partire dal 950, all'indomani della guerra dei quattordici anni, Boleslao dimostrò fedeltà a Ottone. Allo stesso tempo, però, diede priorità ai propri interessi, come si desume dal fatto che non prese parte alla repressione della ribellione guidata contro Ottone da suo figlio Liudolfo. Tra il 950 e il 955, gli Ungari ritornarono a imperversare nell'Europa centrale e occidentale. I cronisti medievali affermano che, nel 955, un enorme esercito magiaro invase l'Europa; addirittura, un cronista narra di un'armata di quasi 100 000 uomini responsabile dell'occupazione della Germania meridionale. Si tratta chiaramente di una cifra sovrastimata, considerando che gli Ungari erano forse in circa 10 000. Ottone, forse affiancato da Bolestao, stava combattendo nella Germania settentrionale contro i Polabi di etnia slava. Non appena i messaggeri sassoni riferirono la notizia dell'invasione ungara, Ottone non esitò e si mise immediatamente in marcia verso Augusta, che era già assediata dalle truppe straniere. La successiva battaglia di Lechfeld fu una delle più importanti nella storia dell'Europa alto-medievale, in quanto arginò definitivamente l'avanzata delle tribù magiare nell'Europa occidentale.
(Vitichindo di Corvey)
Ottone arrivò sul campo di battaglia l'8 agosto 955, ricevendo un contingente composto da circa 2 000 boemi ben equipaggiati. La mattina del 10 agosto, l'esercito magiaro attraversò il fiume Lech, che fino a quel momento separava i due schieramenti. Gli Ungari aggirarono l'esercito principale e sbaraglirono le unità boeme e anche quelle sveve. La loro avanzata fu fermata dal gruppo di uomini guidati del duca lorenese Corrado il Rosso, che liberò i prigionieri suoi conterranei. In seguito l'esercito principale, guidato da Ottone e da chi ancora appariva in grado di combattere tra le truppe sassoni e boeme, intervenne e scacciò gli aggressori ungari oltre il fiume, dove furono massacrati mentre si davano alla fuga.
La partecipazione di Boleslao alla battaglia di Lechfeld era già stata smentita da František Palacký. Secondo gli Annali di San Gallo, Boleslao aveva ucciso durante gli scontri un certo principe ungaro di nome Lele. František Palacký ha ipotizzato che Boleslao avesse combattuto contro alcuni Ungari sopravvissuti a Lechfeld, spintisi in Boemia con la speranza di saccheggiarla. Tale ipotesi è stata rigettata da Václav Novotný, il quale ha affermato che l'aggressione compiuta contro la Boemia da un distaccamento ungaro fosse stata pianificata sin dal principio. Novotný ha aggiunto inoltre che la battaglia si svolse in Moravia e che fu questa vittoria ad agevolare il controllo di Boleslao sulla regione.

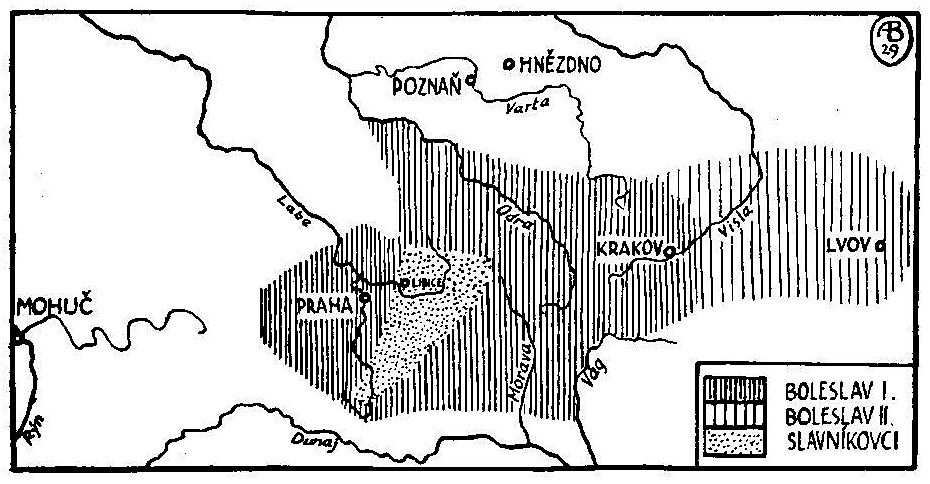
Estensione dello Stato governato dai principi boemi vissuti nella seconda metà del X secolo

Per comprendere l'esatta estensione dei suoi domini non si può trascurare la fondamentale testimonianza fornita dal mercante Ibrahim ibn Ya'qub, il quale visitò Praga dopo il 960. Il musulmano riferisce che il viaggio da Praga fino ai margini del ducato boemo, il quale incorporava anche Cracovia, durò circa tre settimane. Grazie anche ai suoi riferimenti, gli storici hanno permesso di affermare che la Boemia comprendeva la Slesia, la parte settentrionale della Moravia e le regioni del fiume slovacco Váh e di Cracovia, fino ai fiumi fino ai fiumi Bug, Styr e San, dove i confini dello Stato ceco lambivano la Rus' di Kiev, paragonabile in termini di forza al suo Stato. Se ne deduce che la Boemia avesse raggiunto un periodo felice paragonabile all'epoca di Svatopluk I, con il suo centro in Boemia e con territori subordinati governati evidentemente da guarnigioni nei castelli principali, come Breslavia, Olomouc e Cracovia. Attraverso i territori conquistati si snodava una lunghissima rotta mercantile, una delle ragioni principale dell'espansione, che partiva dalla parte meridionale della penisola iberica, dominata dagli arabi, e attraversava il regno dei Franchi Occidentali e Orientali fino a Praga e Cracovia, da dove proseguiva poi per Kiev e da lì al basso Volga fino al Medio Oriente e alla lontana Cina. Il numero di schiavi slavi portati a Cordova lascia desumere che anche questo commercio favorì la crescita economica della Boemia. I mercanti pagavano il 10% del valore delle loro merci per la protezione, e così Boleslao cercò di ottenere il controllo su quanta più strada possibile. La porzione settentrionale della Moravia faceva quasi certamente parte delle terre di Boleslao, se si tiene presente il percorso compiuto dalla rotta che conduceva da Praga a Cracovia. A Olomouc, inoltre, si trovano molte monete risalenti a quell'epoca. Lo studioso Martin Wihoda ha suggerito che, nella parte meridionale della Moravia, Boleslao dovette però accontentarsi soltanto del versamento di un tributo, senza dunque poter esercitare a tutti gli effetti la sua autorità, una ricostruzione questa condivisa pure da Michal Lutovský, il quale ha esteso la validità di quest'affermazione ritenendola credibile anche per la Slovacchia occidentale. La conquista della Moravia avvenne probabilmente dopo la disfatta ungara di Lechfeld, mentre la presa di Cracovia, stando a Václav Novotný, si concretizzò probabilmente prima del 950. Occorre per completezza ricordare che, malgrado il gettito derivante dalle proficue rotte commerciali, Boleslao adottò comunque spesso la pratica dell'auto-finanziamento per sovvenzionare il suo esercito, motivo per cui ne garantì l'efficienza autorizzandolo ad accumulare ricchi bottini in terre straniere e a ricevere dei tributi per garantire la pace. Del resto, era sempre grazie a queste risorse che poté costantemente reclutare guerrieri motivati e ben addestrati.
(Ibrahim ibn Ya'qub)
Il territorio della Boemia orientale fu a lungo considerato un dominio indipendente degli Slavnikidi, che approfittarono dell'indebolimento di Boleslao I dopo il 950 e si imposero in quasi metà del ducato. Tuttavia, qualora Boleslao avesse governato la Moravia o anche la remota regione di Cracovia, non vi è dubbio che il suo controllo doveva necessariamente essere esercitato anche nella Boemia orientale. Slavnik, il primo membro di cui si ha conoscenza della discendenza che deve a lui il nome degli Slavnikidi, potrebbe aver ricevuto l'incarico di funzionario nella Boemia orientale, oppure potrebbe essere disceso da un qualche ramo collaterale dei Přemyslidi.

### Ultimi anni (965-967/972)

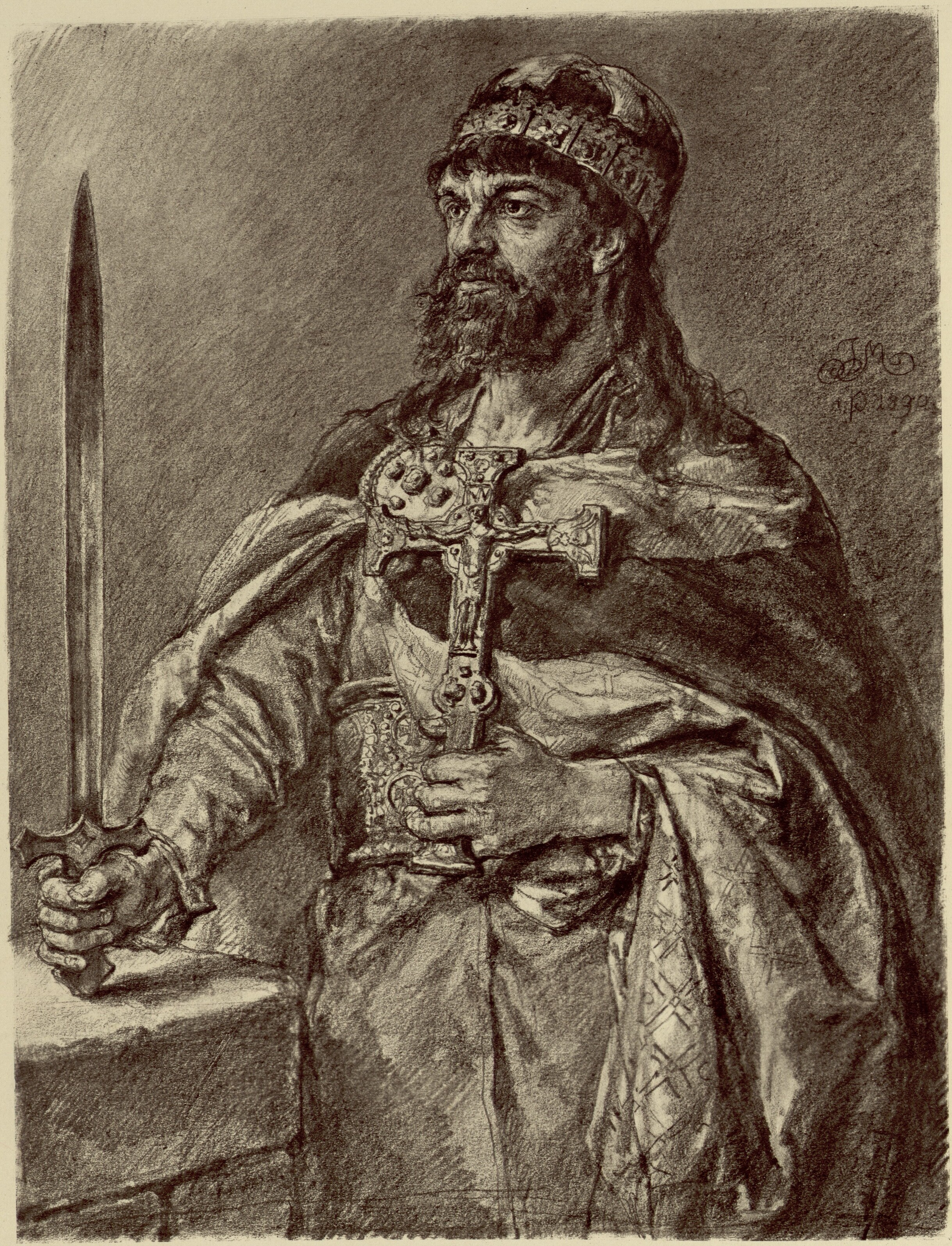
Miecislao I come immaginato da Jan Matejko

Nella regione di Poznań e Gniezno, nella Grande Polonia, iniziò a formarsi un altro Stato sotto la dinastia dei Piast. Il duca polacco che la guidava, Miecislao, stava affrontando un duro conflitto con Wichmann II il Giovane, conte di Stade, che secondo Tietmaro di Merseburgo lo aveva costretto a pagare un tributo. Poiché poco dopo il 960 Miecislao era entrato in conflitto anche i Veleti, il sovrano polacco ricercò supporto e decise di rivolgersi a Boleslao, il quale propose a sua volta di rinsaldare il rapporto concedendo al polacco la mano di sua figlia, Dubrawka. Miecislao accettò l'offerta e, nel 965, si sposò; fu probabilmente convinto a convertirsi al cristianesimo proprio su sollecito di Dubrawka. Wichmann, tuttavia, non si lasciò intimidire dall'alleanza ceco-polacca e nel 967 attaccò nuovamente la Polonia, stavolta avvalendosi del supporto dei Voliniani, una tribù lechitica originaria dell'isola di Wolin. Grazie all'ausilio dei boemi, Miecislao non solo prevalse, ma uccise anche Wichmann.
(Vitichindo di Corvey)

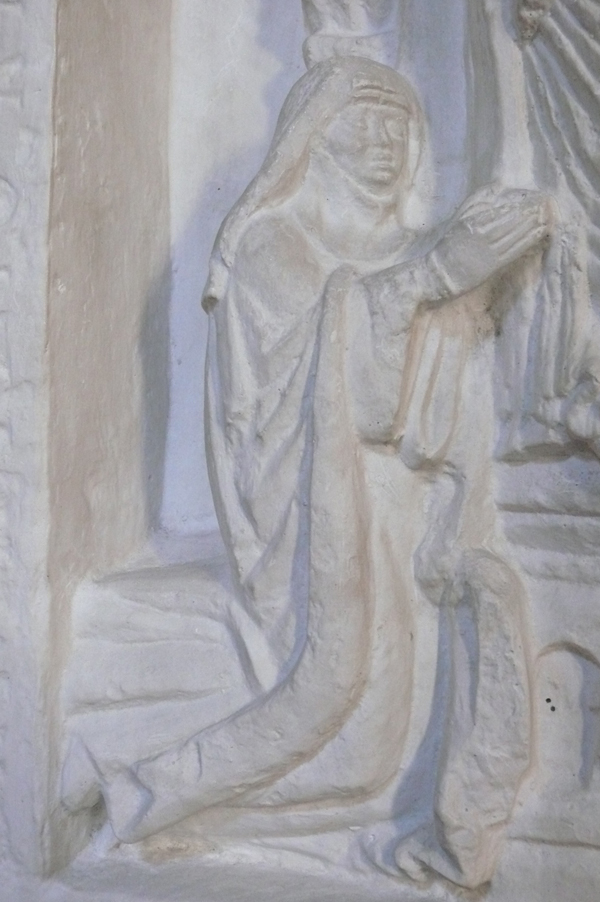
Timpano smaltato che raffigura Mlada nel monastero di San Giorgio di Praga

Boleslao dedicò gli ultimi anni della sua vita principalmente allo scopo di istituire la diocesi di Praga, una nomina questa che di certo avrebbe potuto accrescere il prestigio internazionale della Boemia. Cosma Praghese testimonia che, nel 966, un gruppo di uomini guidato dalla figlia di Boleslao, Mlada, giunse a Roma per incontrare papa Giovanni XIII. L'obiettivo dell'inviato era probabilmente quello di istituire sia il vescovato di Praga che il primo monastero in Boemia. Anche se un monastero fu forse fondato già subito dopo il ritorno di Mlada, il primo di cui sia attestata la creazione fu il monastero benedettino di San Giorgio presso il castello di Praga, dove Mlada ne divenne la prima badessa. Vari studiosi moderni rigettano la ricostruzione di Cosma Praghese, realizzata secoli dopo, ricordando fra l'altro che la Boemia conseguì l'indipendenza ecclesiastica nel 974 rimanendo fino ad allora sottoposta alla diocesi di Ratisbona.
Boleslao morì il 15 luglio di un anno imprecisato e che è stato a lungo oggetto di discussione. Mentre la storiografia più antica, in particolare Václav Novotný o František Palacký, ha considerato credibile quanto riferito da Cosma Praghese, il quale testimonia che Boleslao sarebbe morto nel 967, studiosi più recenti, tra cui Dušan Třeštík o Michal Lutovský, hanno affermato che Boleslao morì un lustro più tardi, ovvero nel 972. Vitichindo di Corvey indica Boleslao quale «genero» (gener) di Miecislao a partire dal 967, termine che può significare sia genero che cognato, ma allo stesso tempo il cronista non dichiara nulla a proposito di un nuovo duca boemo. Dušan Třeštík ha affermato addirittura che Cosma Praghese inventò l'anno 967 di sana pianta, pur di non accreditare a Boleslao la fondazione del vescovato di Praga. Il 972 quale papabile anno di morte compare anche nelle Cronache boeme, il cui autore ha probabilmente attinto a fonti più antiche e non corrotte.
(Cosma Praghese, Chronica Boëmorum)

## Fondatore di fortezze di collina
Durante il regno di Boleslao, iniziò la costruzione di una fitta rete di fortezze di collina e presidi difensivi. Il duca si ispirò probabilmente a un progetto simile azzardato in precedenza da Spytihněv I. Boleslao fece costruire nuovi centri amministrativi e fortezze di collina, da cui i funzionari di turno godevano di ampia autonomia, pur facendo capo a Boleslao. I castelli e l'area circostante erano amministrati da funzionari nominati dal principe, che tra l'altro riscuotevano anche le tasse per conto di Boleslao. Queste strutture ospitavano inoltre dei discendenti dei Přemyslidi non regnanti, come dimostra la presenza del figlio di Boleslao a Nový Hrad, dove combatté contro Ottone I. Secondo Jiří Sláma, alla fine del regno di Boleslao erano state costruite almeno 12 roccaforti di questo genere.

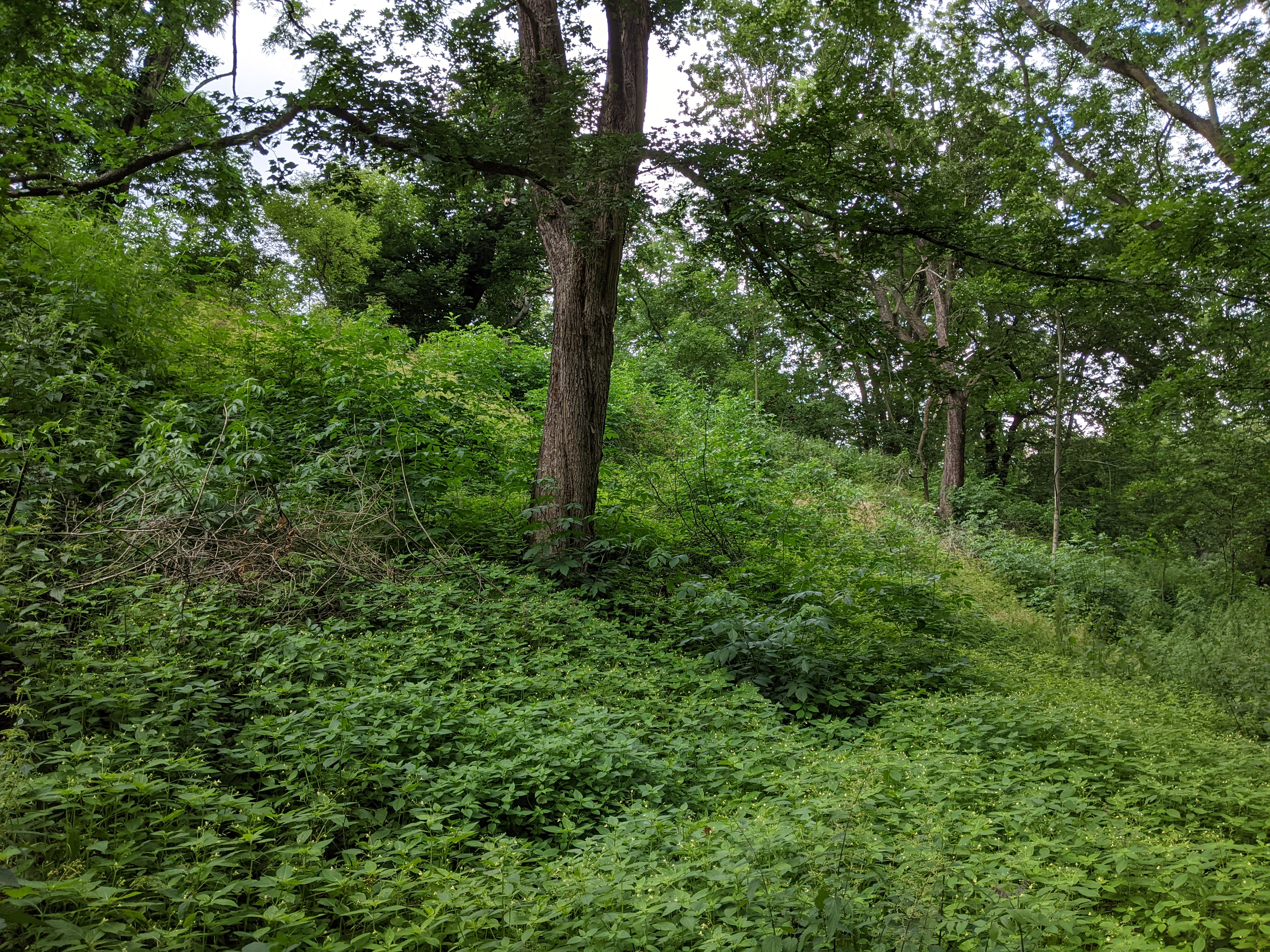
Resti delle mura della fortezza di collina di Bílina, fondata da Boleslao I

Sotto Boleslao, gli artigiani cominciarono a trasferirsi nei pressi delle nuove fortezze, dove contribuivano realizzando dei prodotti ai funzionari a titolo di tassa. I vasai fondarono i villaggi di Hrnčíře, i falegnami Koloděje e i viticoltori Vinařice. Anche i prigionieri delle spedizioni di guerra o gli abitanti dei territori conquistati furono reinsediati, sebbene lo spostamento iniziò in misura maggiore solo nel secolo successivo. È per questo motivo che in alcune località si trovavano soprattutto sorbi, moravi o cracoviani. Presso le fortezze operavano anche dei rudimentali tribunali, oltre a essere presenti degli alloggi per ospitare delle truppe pronte a intervenire in caso di necessità. I prigionieri venivano imprigionati o giustiziati in loco, mentre il funzionario locale si preoccupava di organizzare i mercati locali e di riscuotere dazi doganali e pedaggi, qualora la fortezza fosse posizionata lungo una rotta commerciale. Quanto al processo di cristianizzazione dell'intera Boemia, dubbiosa rimane la testimonianza secondo cui Boleslao supervisionò la costruzione di venti nuove chiese in legno, in quanto non sono state riscontrate prove archeologiche a sostegno, così come ancora più evanescente risulta l'informazione secondo cui fosse attivo almeno un centinaio di sacerdoti. I religiosi effettivamente presenti potrebbero essere provenuti dalla Moravia, come ha suggerito Dusan Třeštík, circostanza che spiegherebbe così la presenza di scritture slave in Boemia nella seconda metà del X secolo. Il sistema della rete di fortezze ispirò in futuro Bretislao I, che grazie ad esso consolidò il suo potere in Moravia.
Michal Lutovský ha creduto che fu Boleslao a iniziare la costruzione di fortezze nelle terre di confine. Queste avevano un solo compito, ovvero prevenire un'invasione a sorpresa di una potenza straniera. Si trattava di un metodo di difesa assai efficace, poiché questi presidi non potevano essere assediati a lungo. Le foreste che si sviluppavano in qualsiasi punto dei confini della Boemia non fornivano abbastanza cibo agli invasori. Pertanto, l'esercito nemico doveva catturare il castello molto rapidamente, altrimenti avrebbe presto esaurito le scorte e avrebbe dovuto obbligatoriamente desistere.

## Monetazione

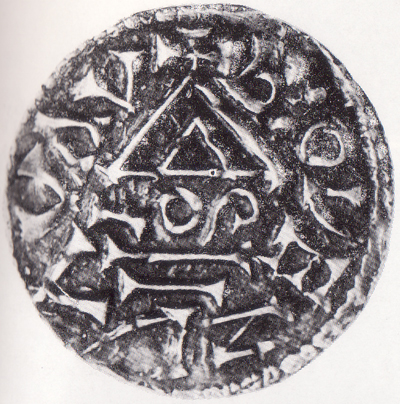
Moneta emessa sotto Boleslao I che reca caratteri illegibili

Si immagina che le prime monete boeme vennero coniate sotto Boleslao I o sotto suo figlio omonimo. Gustav Skalský ha ipotizzato che già dopo il 930 fossero state emesse delle monete su iniziativa di suo fratello Venceslao, mentre, al contrario, Stanislav Suchodolski e Wolfgang Hahn hanno concluso che i primi denari divennero disponibili soltanto sotto suo figlio Boleslao II. La storiografia moderna, tuttavia, ha escluso queste ipotesi. La circolazione di monete è attestata da Ibrahim ibn Ya'qub, il quale documenta inequivocabilmente la presenza delle stesse nel 960. Michal Lutovský afferma che Boleslao I fece come coniare le monete per ragioni di prestigio e per godere di un maggiore peso nelle politiche economiche del ducato. Si crede che tali monete contribuissero a plasmare un sistema ha affermato poi che questo permise a Boleslao di imporre una tassa uniforme. Si suppone che il gettito derivante dal pagamento delle tasse fosse in parte composte da queste nuove monete. Le prime zecche iniziarono a operare al massimo prima del 965 ed è stato osservato dagli esperti che lo stile rievoca in maniera notevole le monete coniate a Ratisbona, in Baviera. La moneta viene definita «denario» da Ibrahim ibn Ya'qub e pare avesse un valore molto alto, tanto da stupire persino l'autore musulmano. Tuttavia, i commerci rimasero perlopiù incentrati sul baratto, con il solo ceto aristocratico che pagava ricorrendo ai soldi.
Il diametro del denario era pari a 21 millimetri, era composto di argento puro e pesava circa 1 grammo in totale. Le monete presentavano immagini cristiane classiche come uccelli, spade, croci e la testa di Cristo. Petr Sommer ha indicato l'ubicazione della zecca nella piazza del mercato sottostante al castello di Praga, malgrado Michal Lutovský l'ha collocata direttamente all'interno castello di Praga. L'importanza delle monete è testimoniata anche dalla loro abbondanza sulle coste del Mar Baltico, in Pomerania, o anche sull'isola svedese di Gotland. Sono sopravvissuti circa 400 denari dell'epoca di Boleslao, ma si tratta di una quantità piuttosto ridotta rispetto a quelli emessi sotto Boleslao II.

## Ascendenza
|                       |   |                    | Genitori |  |  | Nonni               |  |  | Bisnonni |  |
|                       |   |                    |          |  |  | Bořivoj I di Boemia |  |  | Hostivit |  |
|                       |   |                    |          |  |  | Bořivoj I di Boemia |  |  | Hostivit |  |
|                       |   | …                  |          |  |  | Bořivoj I di Boemia |  |  |          |  |
| Vratislao I di Boemia |   |                    |          |  |  | Bořivoj I di Boemia |  |  |          |  |
|                       |   | Ludmilla di Boemia | Slavibor |  |  |                     |  |  |          |  |
|                       |   | Ludmilla di Boemia | Slavibor |  |  |                     |  |  |          |  |
|                       |   | Ludmilla di Boemia | …        |  |  |                     |  |  |          |  |
| Boleslao I di Boemia  |   | Ludmilla di Boemia |          |  |  |                     |  |  |          |  |
|                       | … | …                  |          |  |  |                     |  |  |          |  |
|                       | … | …                  |          |  |  |                     |  |  |          |  |
|                       | … | …                  |          |  |  |                     |  |  |          |  |
| Drahomira             | … |                    |          |  |  |                     |  |  |          |  |
|                       |   | …                  | …        |  |  |                     |  |  |          |  |
|                       |   | …                  | …        |  |  |                     |  |  |          |  |
|                       |   | …                  | …        |  |  |                     |  |  |          |  |
|                       |   | …                  |          |  |  |                     |  |  |          |  |

## Discendenza

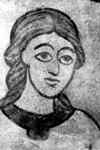
Affresco che raffigura Boleslao II, successore di Boleslao I

Non si conosce nessuna informazione sulla moglie di Boleslao. Probabilmente si trattava di una nobildonna di nome Biagota, come è stato dedotto da diversi studiosi sulla base di alcune monete. Su una parte di queste ultime, infatti, oltre al nome di Boleslao è inciso anche quella Biagota affiancato dal termine coniunx, ovvero "moglie di". Sebbene, nella prima metà del Novecento, lo storico Josef Smolík si sia dichiarato incerto sul fatto che la nobildonna fosse la moglie di Boleslao I o di suo figlio Boleslao II, la storiografia più recente ritiene invece che Biagota fosse la moglie del padre. Secondo Michal Lutovský, Biagota era di origine germanica o bulgara (una potenziale figlia di Simeone I il Grande). Il matrimonio, secondo Václav Novotný, avvenne prima della morte di san Venceslao. Altri autori hanno poi teorizzato che Boleslao avesse avuto un'altra moglie prima di Biagota, con la quale ebbe tutti i suoi discendenti indiscussi. Qui di seguito vengono riportati i figli di Boleslao:
- Un figlio sconosciuto (Vok?) (prima del 936 - prima del 972) - guerriero;[146]
- Boleslao II (942 - 7 febbraio 999) - duca boemo ∞ prima del 970?, moglie sconosciuta ∞ prima del 989, moglie sconosciuta ∞ 989?, Emma di Mělník;[146]
- Dubrawka (prima del 953 - 977) - duchessa polacca ∞ 965, Miecislao I;[146]
- Mlada (? - 9 febbraio 994?) - suora;[146]
- Strachkvas (27 settembre 935, ma più probabilmente dopo il 960 - dopo il 996) - chierico.[147]

Persistono dubbi in merito ad altri eventuali figli avuti dal sovrano. In particolare, vi è chi ipotizza che fu anche il padre di:
- Střezislava (prima del 938 - 987) - moglie di Slavnik e ∞ prima del 950, Slavnik;[148]
- Clodoveo (970 circa - gennaio 1003) - duca boemo.[148]

Sono note anche le seguenti figlie di Boleslao I o di suo figlio Boleslao II:
- Figlia sconosciuta (1) (? - ?) (tra 960 e 970 - ?) - ∞ dopo il 976 Vladimir I;[148]
- Figlia sconosciuta (2) (? - ?) (tra 960 e 970 - ?) - ∞ dopo il 978 Vladimir I.[148]

## Le spoglie di Boleslao

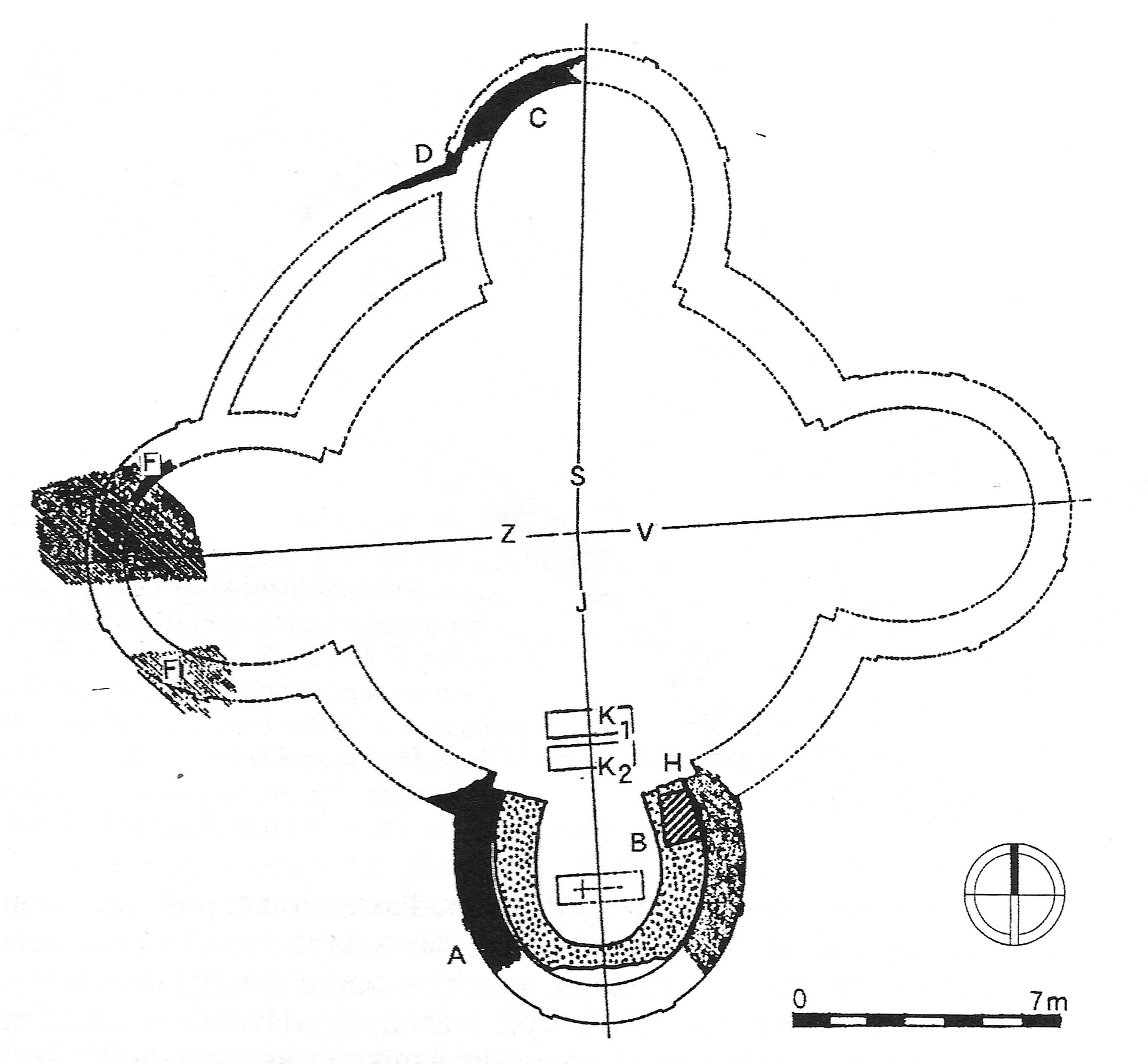
La tomba K1 e K2, situata nell'attuale cattedrale di San Vito, Venceslao e Adalberto, ospita secondo Michal Lutovský le spoglie di Boleslao I

Il sito in cui si trova la tomba di Boleslao rimane ignoto. Michal Lutovsky ha ipotizzato che Boleslao fosse stato sepolto nella tomba K1, sotto quella di suo fratello Venceslao. Pare Boleslao desiderasse che i pellegrini camminassero intorno al luogo della sua sepoltura, forse un segno di personale pentimento. Sulla base di vecchie ricerche, si è dedotto che Bořivoj I giaceva in questo luogo, mentre studi più recenti hanno dimostrato che i resti risalgono alla seconda metà del X secolo. Tuttavia, non è stato possibile accertare in maniera indiscutibile di chi fossero i resti, tanto che Jiří Sláma ha creduto che si trattasse delle spoglie di Boleslao II. Delle ricerche del 2018 hanno dimostrato che l'età dell'uomo della tomba K1 è pari al massimo di quarant'anni, ovvero molto meno di quanto in realtà visse Boleslao I. L'archeologo Ivan Borkovsky ha poi teorizzato che i resti di Boleslao appartengano alla tomba 92 della basilica di San Giorgio. Secondo le conclusioni di ricerche successive, tuttavia, la tomba appartiene al principe Jaromír o Ulrico. La posizione dei veri resti di Boleslao I è tuttora oggetto di dibattito accademico.

## Giudizio storiografico
I giudizi sulla personalità e sul regno di Boleslao sono mutati nel corso dei secoli. Sebbene František Palacký lo abbia biasimato per l'assassinio di Venceslao, lo ha comunque considerato uno dei più grandi monarchi mai sedutisi sul trono boemo. Le sue azioni, in particolare la politica espansionistica del ducato di Boemia e i suoi sforzi di istituire un vescovado, sono stati elogiati anche da Václav Novotný, malgrado pure quest'ultimo abbia ripudiato le modalità di assunzione del potere. Anche la storiografia più moderna valuta positivamente la personalità di Boleslao. Dušan Třeštík ha negato qualsiasi coinvolgimento nell'assassinio del fratello Venceslao, ricordando piuttosto la sua capacità di unire lo Stato boemo e il suo progetto di diffusione del cristianesimo. È evidente quindi che, anche qualora fosse asceso al trono con l'intento di ripristinare il paganesimo, tale progetto venne accantonato ed egli preferì rafforzare la propria posizione ricercando le simpatie cristiane (la martirizzazione del fratello, per esempio, garantiva alla Boemia un proprio patrono e rafforzava il diritto a comandare dei discendenti přemyslidi). L'avanzamento del processo di cristianizzazione, tuttavia, fu decisamente lento e non riguardò quasi per nulla le fasce più umili della popolazione. Maggiore effetto ebbe invece la conversione sull'aristocrazia, in particolare quella attiva nelle terre pagane appena conquistate, agevolandone la polarizzazione e facendole avvertire un senso di coesione più ampio.
Al di là delle incertezze, a Boleslao si è riconosciuto il merito di aver conferito definitivamente una primitiva morfologia dello Stato ceco. Michal Lutovský ha dedicato a lui una monografia all'interno della quale lo ha elogiato a più riprese e lo ha considerato un sovrano molto potente dell'epoca, sottolineando come abbia costruito un potente Stato partendo quasi dal nulla. Anche Petr Charvát lo ha giudicato un duca potente sotto il cui dominio la Boemia si sviluppò.

## Influenza culturale

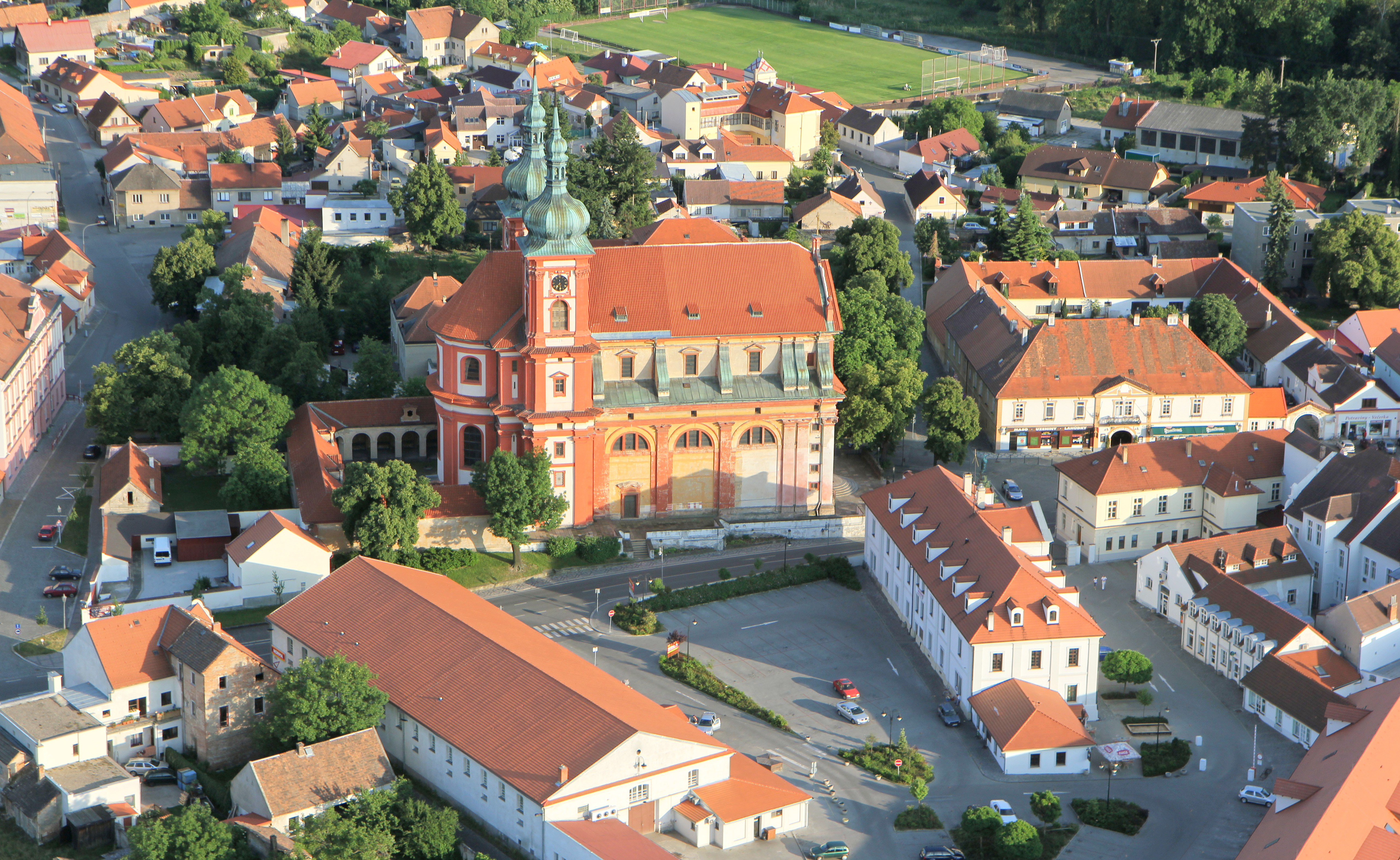
La piazza principale di Stara Boleslav, fondata da Boleslao I e oggi un quartiere orientale di Praga, con la chiesa dedicata all'Assunzione della Vergine Maria

Probabilmente la prima descrizione parziale di Boleslao si deve alla cronaca di Vitichindo di Corvey, il quale lo descrive come un sovrano assai intelligente e con buone doti di guerriero. Altri autori medievali menzionano esclusivamente l'episodio dell'omicidio. Un primo cronista, Tietmaro di Merseburgo, parla di lui soltanto definendolo come un uomo malvagio responsabile della morte del fratello. Tutte le leggende dedicate a san Venceslao descrivono quindi Boleslao alla stregua di un monarca malvagio, insediatosi impunemente al potere. Secondo Cosma Praghese, Boleslao, detto il Crudele, fu più spregevole di Nerone, Erode, Decio e Diocleziano, ossia i sovrani giudicati più crudeli dell'antichità. Anche l'autore della Cronaca di Dalimil e i cronisti di Carlo IV di Lussemburgo, Přibík Pulkava di Radenín e Giovanni de' Marignolli lo definiscono un tiranno. Un uomo vissuto nell'abbazia di Pegau e che scrive nella seconda metà dell'XI secolo attesta di un certo re Boug, definito un sovrano molto potente. Lukáš Reitinger ha ipotizzato che si trattasse del polacco Boleslao il Coraggioso, mentre Michal Lutovský si è esposto indicando che il riferimento riguardasse Boleslao I. Se quest'ultimo corrispondesse effettivamente a Boug, si potrebbe sostenere che in epoca medievale alcuni lo ricordavano già come un monarca potente, malgrado perlopiù menzionandolo per l'assassinio di Venceslao.
(Cosma Praghese, Chronicon Bohemorum)
Nella letteratura contemporanea, in particolare quella ceca, Boleslao occupa un ruolo piuttosto secondario rispetto a suo fratello Venceslao. È il caso di Kníže Václav ("Il duca Venceslao") di Zuzana Koubková, del romanzo Svatý Václav - Jiný příběh ("San Venceslao - Un'altra versione") di Miroslav Houška, o del libro per bambini Svatý Václav - Vraždou to nekončí ("San Venceslao - Non finisce con l'omicidio") di Veronika Válková. Boleslao risulta invece il personaggio principale nei libri Nevinný bratrovrah ("Il fratello innocente") di Jiří Dobrylovský e Boleslav - Příběh bratrovraha ("Boleslao - La storia di un fratello assassino"), con quest'ultima che è una libera continuazione dell'opera di Zuzana Koubková. In occasione del millennio della morte di san Venceslao, nel 1929, fu girato un film muto intitolato Svatý Václav ("San Venceslao"), con Jan W. Speerger nel ruolo di Boleslao.

### Esplicative
1. ↑  Con Mar di Siria si intende il Mar Mediterraneo. L'autore non indica l'identità del sovrano bulgaro, il quale all'epoca era Pietro I, non avendo visitato quella terra di persona. Con l'espressione "re del Nord", l'autore indica forse Miecislao, duca dei Polabi. Il re delle terre occidentali è invece probabilmente Naco, sovrano degli Obodriti: per approfondire, si rimanda a  Dmitrij Mishin, Ibrahim ibn Ya'qub at-Turtushi's account of the Slavs from the middle of the tenth century (PDF), in CEU Medieval Studies,  p. 184.
2. ↑  Fu una dinastia che regnò sino al X secolo sul vasto territorio che si estendeva nella Boemia orientale e il cui centro principale era Libice. Dopo un breve periodo di coesistenza pacifica, si contesero il potere della Boemia con i Přemyslidi, salvo poi soccombere:  Slavník, su Treccani. URL consultato il 16 marzo 2024.

### Bibliografiche
1. 1 2  Lutovský (1998), p. 30.
2. ↑  Třeštík (1997), p. 205.
3. ↑  Bláhová et al. (1999), p. 269.
4. ↑  Vaníček (2014), p. 270.
5. ↑  Charvát (2004).
6. ↑  Lutovský (1998), p. 56.
7. ↑  Legenda Christiani, pp. 31-33.
8. ↑  Novotný (1912), pp. 453-454.
9. ↑  Novotný (1912), p. 451.
10. ↑  Lutovský (1998), p. 65.
11. 1 2  Novotný (1912), p. 464.
12. ↑  Chronica Boëmorum, p. 65.
13. 1 2  Lutovský (2006), p. 169.
14. ↑  Lutovský (2006), p. 168.
15. 1 2  Charvát (2010), p. 158.
16. 1 2 3  Chronica Boëmorum, p. 68.
17. 1 2  Berend et al. (2013), p. 94.
18. 1 2 3  Cardini (2024), p. 41.
19. ↑  Třeštík (1997), p. 432.
20. ↑  Vaníček (2014), pp. 117-122.
21. 1 2 3  Leggende medievali sui santi boemi, pp. 75-76.
22. ↑  Třeštík (1997), p. 433.
23. ↑  Obrzová e Vlk (1994), pp. 88-89.
24. ↑  Cardini (2024), p. 47.
25. ↑  Berend et al. (2013), pp. 113-114.
26. ↑  Bláhová et al. (1999), p. 277.
27. 1 2  Třeštík (1997), pp. 434-435.
28. ↑  Lutovský (1998), p. 72.
29. ↑  Vaníček (2014), pp. 126-127.
30. ↑  Vaníček (2014), pp. 127-129.
31. ↑  Pekař (1906), pp. 211-212.
32. ↑  Novotný (1912), pp. 474-476.
33. ↑  Palacký (1939), p. 184.
34. ↑  Novotný (1912), p. 395.
35. ↑  Třeštík (1997), p. 210, 395.
36. ↑  Třeštík (1997), p. 257.
37. ↑  Lutovský (1998), p. 67.
38. ↑  Vaníček (2014), p. 130.
39. ↑  Res Gestae Saxonicae, p. 65.
40. 1 2 3  Lutovský (1998), p. 74.
41. ↑  Leggende medievali sui santi boemi, p. 76.
42. 1 2 3  Legenda Christiani, p. 83.
43. ↑  Lutovský (1998), p. 75.
44. 1 2 3 4 5 6 7 8 9 10  Třeštík (2018), p. 80.
45. ↑  Novotný (1912), p. 482.
46. ↑  Lutovský (1998), pp. 79-80.
47. 1 2 3  Res Gestae Saxonicae, pp. 66-67.
48. ↑  Bláhová et al. (1999), p. 281.
49. 1 2 3 4 5  Charvát (2010), p. 159.
50. 1 2  Vaníček (2014), p. 134.
51. 1 2 3 4  Třeštík (1997), p. 436.
52. ↑  Novotný (1912), p. 483.
53. ↑  Lutovský (2006), p. 176.
54. ↑  Lutovský (2006), p. 181.
55. ↑  Bláhová et al. (1999), pp. 282-283.
56. ↑  Lutovský (1998), pp. 83-84.
57. ↑  Lutovský (2006), pp. 183-185.
58. ↑  Lutovský (1998), p. 84.
59. 1 2  Bláhová et al. (1999), p. 286.
60. 1 2  (CS) Jiří Sláma, K počátkům hradské organizace v Čechách [Sugli inizi della rete di fortezze nata in Boemia], in Josef Žemlička, Typologie raně feudálních slovanských států [Tipologia dei primi Stati slavi feudali], Praga, Istituto di storia cecoslovacca e mondiale dell'Accademia cecoslovacca delle scienze, 1987,  pp. 175-190.
61. 1 2  Třeštík (1997), p. 437.
62. ↑  Lutovský (1998), pp. 84-85.
63. 1 2  Lutovský (1998), pp. 86-87.
64. ↑  Vaníček (2014), pp. 141-142.
65. ↑  Chronica Boëmorum, pp. 67-68.
66. 1 2  Res Gestae Saxonicae, p. 67.
67. ↑  Bláhová et al. (1999), p. 283.
68. ↑  Charvát (2010), pp. 159-160.
69. ↑  Res Gestae Saxonicae, p. 96.
70. 1 2 3 4 5  Charvát (2010), p. 160.
71. 1 2  Res Gestae Saxonicae, pp. 103-104.
72. ↑  Lutovský (1998), p. 93.
73. ↑  Vaníček (2014), p. 147.
74. 1 2  Cronaca di Tietmaro di Merseburgo, p. 90.
75. ↑  (CS) Jiří Sláma, Střední Čechy v raném středověku [La Boemia centrale nell'Alto Medioevo], vol. II, Praga, Università Carolina, 1986,  p. 58.
76. ↑  Lutovský (1998), p. 91.
77. ↑  Lutovský (2006), pp. 190-192.
78. ↑  Lutovský (1998), p. 92.
79. ↑  Sobiesiak (2014).
80. ↑  Třeštík (1997), p. 463.
81. ↑  Palacký (1939), p. 189.
82. ↑  Novotný (1912), pp. 554-555.
83. ↑  Lutovský (1998), p. 94.
84. ↑  Dvorník (1999), p. 55.
85. ↑  Lutovský (1998), p. 101.
86. ↑  Lutovský (2006), p. 200.
87. ↑  Lutovský (1998), p. 1043.
88. ↑  Res Gestae Saxonicae, p. 125.
89. ↑  Res Gestae Saxonicae, pp. 124-126.
90. ↑  Lutovský (2006), pp. 201-206.
91. ↑  Novotný (1939), p. 190.
92. 1 2  Novotný (1912), p. 562.
93. ↑  Palacký (1939), p. 192.
94. ↑  Novotný (1912), p. 563.
95. ↑  Třeštík (2018), pp. 79-80.
96. ↑  Charvát (2010), p. 161.
97. ↑  Lutovský (1998), p. 107.
98. ↑  Wihoda (2010), p. 97.
99. ↑  Cardini (2024), p. 149.
100. ↑  Novotný (1912), p. 570.
101. ↑  Třeštík (2018), p. 79.
102. ↑  Lutovský (2006), p. 208.
103. ↑  (CS) Rudolf Turek, Slavníkovci a jejich panství [Gli Slavi e i loro domini], Hradec Králové, Kruh, 1982.
104. ↑  Lutovský (1998), p. 119.
105. ↑  Lutovský (1998), p. 120.
106. ↑  Lutovský (1998), p. 124.
107. ↑  Cronaca di Tietmaro di Merseburgo, p. 102.
108. ↑  Dvorník (1999), pp. 72-75.
109. ↑  Cronaca di Tietmaro di Merseburgo, p. 191.
110. ↑  Dvorník (1999), p. 76.
111. ↑  Res Gestae Saxonicae, p. 143.
112. 1 2 3 4 5  Berend et al. (2013), p. 114.
113. ↑  Novotný (1912), p. 576.
114. 1 2  Palacký (1939), p. 195.
115. 1 2  Chronica Boëmorum, p. 70.
116. ↑  Sobiesiak (2014), p. 21.
117. ↑  (DE) Dušan Třeštík, Anfänge der böhmischen Geschichtsschreibung - die ältesten Prager Annalen, in Studia Źródłoznawcze, vol. 23, n. 6, 1978,  pp. 1-37.
118. ↑  Sobiesiak (2014), p. 23.
119. 1 2 3 4 5 6  Třeštík (2018), p. 78.
120. ↑  Lutovský (1998), p. 135.
121. ↑  Bláhová et al. (1999), pp. 288-289.
122. ↑  Lutovský (1998), p. 138.
123. ↑  Lutovský (1998), p. 136.
124. ↑  Chronica Boëmorum, p. 71.
125. ↑  Berend et al. (2013), pp. 116-117.
126. ↑  Třeštík (1997), p. 438.
127. ↑  Sommer et al. (2009), p. 184.
128. ↑  Lutovský (1998), p. p. 139.
129. 1 2  Charvát (2010), p. 147.
130. ↑  (CS) Gustav Skalský, Kníže Václav Svatý a počátky české mince [Il principe Venceslao il Santo e gli albori della monetazione ceca], in Svatováclavský sborník - na památku 1000. výročí smrti knížete Václava Svatého [Collezione di San Venceslao - in memoria del 1000º anniversario della morte del duca Venceslao il Santo], vol. 1, Praga, Státní tiskárna, 1934,  pp. 184-218.
131. ↑  (PL) Stanisław Suchodolski, Początky minnictwa w Europy środkowej, wschodnej i północne [Le origini della produzione monetaria nell'Europa centrale, orientale e settentrionale], in Wydawnictwo Polskiej Akademii Nauk, Vratislav, 1971,  pp. 39-101.
132. ↑  (DE) Wolfgang Hahn, Herzog Heinrich II. von Bayern und die Anfänge der böhmischen Münzprägung, in Wiadomości Numizmatyczne, n. 3, 1977,  pp. 162-167.
133. ↑  Lutovský (1998), p. 125.
134. ↑  (CS) Zdeněk Petráň, Problematika denárů Boleslava I. s písmeny R pod kaplicí [L'emissione dei denari di Boleslav I con le lettere R sotto il bordo superiore] (PDF), in Numismatické listy, vol. 57, n. 5-6, 2002,  p. 129.
135. ↑  Třeštík (1997), pp. 438-439.
136. ↑  Lutovský (1998), p. 126.
137. ↑  Lutovský (1998), pp. 126-127.
138. 1 2  Lutovský (2006), p. 193.
139. ↑  Lutovský (1998), p. 131.
140. ↑  Lutovský (1998), p. 130.
141. ↑  (CS) Joraslav Lameš, Zprávy [Notizie], in Český časopis historický, Istituto Storico dell'Accademia delle Scienze Ceca, 1931,  p. 417, ISSN 0862-6111 (WC · ACNP). URL consultato il 18 marzo 2024.
«kolem neho pak opis BIAGOTA COIIIIX nebo COVVX, coi se vykládá Biagota coniux,
tedy Biagota manzelka. Byla-li Biagota manzelkou Boleslava I. nebo II., o tom se minēni badateli rúzni. [Intorno vi è un'iscrizione che recita BIAGOTACOIIIIX o BIAGOTACOVIIX, ovvero "BIAGOTA CONIVNX", cioè la moglie Biagota. Se Biagota fosse la moglie di Boleslao I o II è oggetto di controversia tra gli studiosi.]»
142. ↑  Třeštík (1997), p. 451.
143. ↑  Lutovský (1998), pp. 88-89.
144. ↑  Novotný (1912), p. 577.
145. ↑  Sommer et al. (2009), p. 549.
146. 1 2 3 4  Sommer et al. (2009), p. 551.
147. ↑  Sommer et al. (2009), pp. 551-552.
148. 1 2 3 4  Sommer et al. (2009), p. 552.
149. 1 2  Lutovský (1998), p. 145.
150. ↑   Non c'è nessun principe Bořivoj nella tomba sotto l'abside di San Vito. Gli scienziati hanno scoperto che nella tomba accanto giace una donna, su ct24, 8 giugno 2019. URL consultato il 16 marzo 2024.
151. ↑  (CS) Jiří Sláma, Několik poznámek k hrobům přemyslovských knížat na Pražském hradě [Diverse note sulle tombe dei principi přemyslidi al castello di Praga], in Historica Pragensia, n. 1, 2003,  pp. 293-300.
152. ↑  (CS) Milena Bravermanová, Miluše Dobisíková e Jan Frolík, Nové poznatky o ostatcích z hrobů K1 a K2 z rotundy sv. Víta na Pražském hradě [Nuove scoperte sui resti delle tombe K1 e K2 della rotonda di San Vito al Castello di Praga] (PDF), in Archeologické rozhledy, vol. 70, 2018,  p. 284.
153. ↑  (CS) Ivan Borkovský, Svatojiřská bazilika a klášter na Pražském hradě [Basilica e monastero di San Giorgio al Castello di Praga], Praga, Academia, 1975,  p. 39.
154. ↑  Lutovský (1998), p. 146.
155. ↑  Novotný (1912), pp. 566, 576-578.
156. ↑  Berend et al. (2013), p. 116.
157. ↑  Lutovský (1998), pp. 143, 155.
158. ↑  Charvát (2007), p. 191.
159. ↑  Lutovský (1998), p. 15.
160. ↑  Legenda Christiani, p. 71.
161. ↑   Dalimil, Cronaca di Dalimil, traduzione di Marie Krčmová, Hana Vrbová, Praga, Litomyšl, Paseka, 2005,  p. 57, ISBN 80-7185-767-X.
162. ↑  (CS) Kroniky doby Karla IV [Cronache del tempo di Carlo IV], Praga, Svoboda, 1987,  pp. 284, 465.
163. 1 2  Lutovský (1998), pp. 153-154.
164. ↑  (CS) Lukáš Reitinger, Vratislav. První král Čechů [Vratislao. Il primo sovrano di Boemia], Praga, Argo, 2017,  pp. 309-310, ISBN 978-80-257-2070-7.
165. ↑   San Venceslao (1929), su FDb.cz. URL consultato il 17 marzo 2024.

### Fonti primarie
- Cronaca di Dalimil, traduzione di Marie Krčmová e Hana Vrbová, Praga e Litomyšl, Paseka, 2005, ISBN 80-7185-767-X.
- Tietmaro di Merseburgo, Ottonian Germany: The Chronicon of Thietmar of Merseburg, a cura di David A. Warner, traduzione di David A. Warner, Manchester University Press, 2001, ISBN 978-07-19-04926-2.
- Cosma Praghese, The Chronicle of the Czechs (Chronica Boëmorum), a cura di Lisa Wolverton, traduzione di Lisa Wolverton, CUA Press, 2009, ISBN 978-08-13-21570-9.
- Jaroslav Ludvíkovský (a cura di), Kristiánova Legenda (Legenda Christiani), traduzione di Jaroslav Ludvíkovský, Praga, Vyšehrad, 1978, ISBN 978-80-7429-291-0.
- Cronaca di Carlo IV, Praga, Svoboda, 1987,  pp. 284, 465.
- Jaroslav Kolár (a cura di), Středověké legendy o českých světcích [Leggende medievali sui santi cechi], Praga, Nakladatelství Lidové noviny, 1998, ISBN 80-7106-280-4.
- Vitichindo di Corvey, Deeds of the Saxons (Res Gestae Saxonicae), traduzione di Bernard S. Bachrach, David S. Bachrach, CUA Press, 2014, ISBN 978-08-13-22693-4.

### Fonti secondarie
- (EN) Nora Berend, Przemyslaw Urbańczyk e Przemyslaw Wiszewski, Central Europe in the High Middle Ages: Bohemia, Hungary and Poland, c.900-c.1300, Cambridge University Press, 2013, ISBN 978-05-21-78156-5.
- (CS) Marie Bláhová, Jan Frolík e Naďa Profantová, Velke dějiny zemí Koruny české [La grande storia delle terre della Corona boema], vol. I. Do roku 1197 [vol. I. Fino al 1197], Praga e Litomyšl, Paseka, 1999, ISBN 80-7185-265-1.
- Franco Cardini, Come Praga divenne magica, Neri Pozza Editore, 2024, ISBN 978-88-54-52995-3.
- (CS) Petr Charvát, Boleslav II [Boleslao II], Praga, Vyšehrad, 2004, ISBN 80-7021-657-3.
- (CS) Petr Charvát, Zrod českého státu 568-1055 [La nascita dello Stato ceco 568-1055], Praga, Vyšehrad, 2007, ISBN 978-80-7021-845-7.
- (EN) Petr Charvát, The Emergence of the Bohemian State, BRILL, 2010, ISBN 978-90-47-44459-6.
- (CS) Francis Dvorník, Zrod střední a východní Evropy. Mezi Byzancí a Římem [La nascita dell'Europa centrale e orientale. Tra Bisanzio e Roma], Praga, Prostor, 1999, ISBN 80-7260-005-2.
- (CS) Michal Lutovský, Bratrovrah a tvůrce státu. Život a doba knížete Boleslava I [Fratricida e fondatore dello Stato. Vita e tempi del duca Boleslao I], Praga, Set out, 1998, ISBN 80-902058-8-7.
- (CS) Michal Lutovský, Po stopách prvních Přemyslovců [Sulle orme dei primi Přemyslidi], vol. I. Zrození státu 872-972. Od Bořivoje I. po Boleslava I [vol. I. La nascita dello Stato 872-972. Da Bořivoj I a Boleslao I], Praga, Libri, 2006, ISBN 80-7277-308-9.
- (CS) Václav Novotný, České dějiny I./I. Od nejstarších dob do smrti knížete Oldřicha [Storia ceca I./I. Dai primi tempi alla morte del duca Ulrico], Praga, Jan Laichter, 1912, ISBN non esistente.
- (CS) František Palacký, Dějiny národu českého v Čechách a na Moravě [Storia della nazione ceca in Boemia e Moravia], vol. I., od pravěkosti až do roku 1253 [vol. I., dalla preistoria al 1253], 2ª ed., Praga, Kvasnička a Hampl, 1939.
- (CS) Lukáš Reitinger, Vratislav. První král Čechů [Vratislao. Il primo sovrano di Boemia], Praga, Argo, 2017, ISBN 978-80-257-2070-7.
- (CS) Petr Sommer, Dušan Třeštík e Josef Žemlička, Přemyslovci. Budování českého státu [I Přemyslidi. La costruzione dello Stato ceco], Praga, Nakladatelství Lidové noviny, 2009, ISBN 978-80-7106-352-0.
- (CS) Dušan Třeštík, Počátky Přemyslovců: vstup Čechů do dějin (530–935) [Le origini dei Přemyslidi. L'ingresso dei Cechi nella storia (530 - 935)], Praga, Nakladatelství Lidové noviny, 1997, ISBN 80-7106-138-7.
- (EN) Dušan Třeštík, Great Moravia and the beginnings of the State, in Jaroslav Pánek e Oldřich Tůma (a cura di), A History of the Czech Lands, Università Carolina di Praga, Karolinum Press, 2018, ISBN 978-80-24-62227-9.
- (CS) Vratislav Vaníček, Svatý Václav - panovník a světec v raném středověku [San Venceslao - sovrano e santo dell'Alto Medioevo], Praga e Litomyšl, Paseka, 2014, ISBN 978-80-7432-501-4.
- (CS) Martin Wihoda, Morava v době knížecí 906–1197 [La Moravia al tempo dei duchi 906-1197], Praga, Nakladatelství Lidové noviny, 2010, ISBN 978-80-7106-563-0.